# Мелітополь
Меліто́поль  (МФА: [melʲiˈtɔpɔlʲ] ( прослухати); від грец. Μελιτοπόλη — «медове місто», крим. Qız Yar [Киз-Яр]) — місто в Україні, адміністративний центр Мелітопольської міської громади та Мелітопольського району Запорізької області. Місто окуповане з 2022 року внаслідок повномасштабного російського вторгнення в Україну, призначене адміністративним центром окупованої частини Запорізької області. Населення — майже 150 тис. осіб. 
До 1815 року мало назву Киз-Яр , до 1842 року — Новоолександрівка, згодом також вживалися українські назви Мелітопіль, Мелитопіль.
У місті розташована однойменна залізнична станція — транзитний пункт дорогою до Криму. Поблизу міста знаходиться природна пам'ятка «Кам'яна Могила».

## Географія

### Загальна характеристика
Місто Мелітополь — великий та багатогалузевий промисловий центр, розташований на річці Молочній, біля Молочного лиману, що прилягає до Азовського моря. Загальна площа зелених насаджень — 2,2 тис. га.
Близько 70 % території міста розташоване на вододілі з середніми висотами 34—45 м, решта — на крутому схилі долини річки Молочна. У 1920—1930 роках обговорювалася та досліджувалася можливість створення у Мелітополі морського порту. Територія міста та району розташована в основному в межах Причорноморської низовини. Її поверхня — плоска низовинна рівнина, знижуються з півночі на південь, де вона крутим (заввишки до 20 м) приступом обривається на березі Азовського моря. На північному сході в межі краю заходять відроги Приазовської височини з позначками абсолютних висот від 150 до 250 і більше метрів над рівнем моря. На території міста є дві чималі балки — Кизиярська та Піщанська.
За 10 км на північ від Мелітополя розташований державний історико-археологічний музей-заповідник «Кам'яна Могила». На території району Юрівка був розташований Мелітопольський курган.
У 2021 році в дуже короткі строки був розроблений проєкт благоустрою щодо встановлення нових меж міста Мелітополь. Цим документом передбачено, що площа міста збільшиться майже на 1 793 га і складе 6 039 гектарів. Останній раз межі Мелітополя затверджувалися у 1965 році. На той час площа міста Мелітополь становила 4 966 гектарів. Без будь-яких поважних причин у 1990-х роках площа міста Мелітополь була змінена та зменшена на 729 гектарів і ці розбіжності тривалий час були причиною певних проблем у розв'язанні земельних питань. Розширення меж міста планується за рахунок земель суміжних територіальних громад Мелітопольського району: це Семенівська громада — 742 гектари, Новинська громада — 315 гектарів, Констянтинівська громада — 8 гектарів і збільшення на 729 гектарів за рахунок усунення розбіжностей між затвердженими межами міста у 1965 році та даними Державної статистичної звітності.

### Клімат
Основною рисою кліматичних умов міста є спекотне літо, помірно холодна зима і недостатнє зволоження. Середньомісячна температура повітря липня +29 °C. Тривалість літнього періоду, коли середньодобова температура перевищує +15 °C, становить 126—138 днів. Середньомісячна температура січня −4 °C. Абсолютний мінімум становить −30 °C. Середньорічна сума опадів становить 400 мм і коливається від 350 до 450 мм.
Ґрунтовий покрив на території вододільної частини міста представлений супіщаними і піщано-середньосуглинистими ґрунтами чорноземного типу, які формуються на давній терасі, на давньоалювіальних відкладах.

## Історія

### Заснування
На околицях міста височить чимало курганів. У так званому Мелітопольському кургані виявлено 2 скіфські поховання (IV ст. до н. е.). У них, окрім речей побуту (11 амфор), знайдено понад 3,5 тис. прикрас із золота, у тому числі золоту оббивку сагайдака із зображенням сцен із давньогрецької міфології. У Кизиярській балці виявлено сармато-аланське поховання (IV ст. до н. е.), де знайдено залізні вудила, бронзове дзеркало та інкрустовану коштовним камінням золоту діадему.
Про місцевість, де розташоване сучасне місто, є відомості в «Книге Большому Чертежу» (1627). У ній згадується, що тут від Муравського шляху, який проходив уздовж правого берега річки Молочної, біля броду відгалужувався Ізюмський шлях. Під час російсько-турецької війни 1735—1739 років поблизу цієї переправи (Овечий брід) загін запорізьких козаків курінного отамана Микити Мойсеєва розбив Калмицький улус.
Перші згадки про місто припадають на 1769 рік, коли тут споруджено редут, у якому служили запорозькі козаки. У середині 1780-х років поблизу Овечого броду почали селитися сім'ї козаків, що перебували в караулі, вільнонаймані, які обслуговували військовий поштовий пост, відставні солдати і переселенці, що прямували до Криму в пошуках кращої долі. Ногайське поселення поблизу Овечого броду мало назву Кизияр (іноді кажуть про Кизил-Яр — від тюркської قیزل يار — кир. Къизил Яр — «червоний берег»)

### За часів Російської імперії
1816 року в Кизи-Ярі проживало близько 200 осіб. Цього ж року його перейменували на Новоолександрівку (Новоолександрівську слободу). Надалі населення зростало переважно за рахунок нових переселенців. У  1838 році лише державних селян, переселених із різних губерній України і Росії, налічувалося 2130 осіб. Зрештою Новоолександрівку вирішили зробити центром Мелітопольського повіту Таврійської губернії. Тому 7 січня 1842 року надали поселенню статус міста і нову назву — Мелітополь (із давньогрецької (ἡ) Μελιτόπολις, себто «Медове місто», з τὸ μέλιτος (то ме́літос) — «мед», і ἡ πόλις (ге по́ліс) — «місто»). Це був один з небагатьох випадків, коли місто назвали на честь повіту (створеного під такою назвою ще 1784 року), а не навпаки.
Напередодні селянської реформи 1861 року Мелітополь був типовим провінційним містечком. Населення його становило 5,3 тис. осіб, у тому числі 43 особи належало до дворянського стану, 25 — до духовного, 1346 — купецького; 1008 було міщан, 2474 — державних селян і понад 200 — військовослужбовців. Три п'ятих жителів міста займалися сільським господарством. У місті не було брукованих вулиць. Базарний майдан потопав у багнюці. Функціонувало 67 крамниць, чимало товарних складів, 9 винних льохів, горілчані лавки, кав'ярні, харчевні тощо.
У 1870—1880 роках в Мелітополі почало розгортатися виробництво сільськогосподарських машин, розвивалася борошномельна та харчова промисловість. На початку 1880-х років брати Классени відкрили невеличкий завод, який випускав жниварки, віялки, букери. Заснований тоді ж завод Голубчина виробляв обладнання для млинів, лагодив парові двигуни тощо. Став до ладу паровий млин братів Классенів та Нейфельда. Наприкінці XIX ст. у місті налічувалося близько 30 невеличких промислових підприємств. Проте Мелітополь розвивався переважно як торгове місто. Цьому сприяло прокладення у 1870-х роках Лозово-Севастопольської залізниці. Найбільшого значення набула торгівля хлібом, шкірою, вовною та іншими продуктами сільського господарства. У Мелітополі укладалися також торговельні угоди про експорт великих партій пшениці; діяли міський громадський банк, товариство взаємного кредиту, відділення Азово-Донського комерційного банку, торговельне кредитно-ощадне товариство, державна скарбниця, багато складів гуртової торгівлі.
Наприкінці XIX століття в Мелітополі налічувалося понад 16 тис. жителів, у тому числі 410 дворян, 42 особи духовного стану, 368 купців, 8037 міщан, 2763 військовослужбовців і 4136 селян. До міщан належали й робітники.

### Українська революція
Після повалення царського режиму, в Мелітополі виник Громадський комітет, який перебрав на себе владні повноваження у місті та повіті. Комітет видавав газету «Відомості» (редактор — Олександр Ліберов). Був призначений повітовий комісар Тимчасового уряду.
Відповідно з III Універсалом Української Центральної Ради Мелітополь став частиною щойнопроголошеної Української Народної Республіки. 30 листопада 1917 року більшовик Микола Пахомов виніс на голосування Центральної Ради пропозицію, щоб міська рада визнала Раду Народних Комісарів у Петрограді, однак меншовики та есери виступили проти, і пропозиція не пройшла. Лише 20 грудня 1917 року мелітопольська рада повністю перейшла під контроль більшовиків, а Микола Пахомов став його головою. На декілька днів в Мелітополь увійшли війська Центральної Ради, але 30 грудня владу в місті знову повернулася до більшовиків. У січні 1918 року в Мелітополі були створені військово-революційний трибунал і військово-революційний штаб, що поклало початок червоного терору. З 21 по 23 січня 1918 пройшли з'їзди міської та повітової рад У Мелітополі виник Громадський комітет, який перебрав на себе владні повноваження у місті та повіті. Комітет видавав газету «Відомості» (редактор — Олександр Ліберов). Був призначений повітовий комісар Тимчасового уряду.

4 (17) березня 1917 року у місті на Базарній площі, перед Олександро-Невським собором відбувся мітинг на підтримку Тимчасового уряду.
Того ж дня створена Рада робітничих депутатів на чолі із меншовиком А.Бархатовим.
Влітку 1917 року відбулись вибори до Мелітопольської міської думи. Тоді ж виник осередок більшовиків на чолі із Костянтином Бронзосом, Л. І. Вітхіним, І. Є. Денисенком.

### Радянський період
Під час Голодомору 1932—1933 років померло щонайменше 3473 жителі міста.
Під час Другої світової війни, внаслідок швидкого німецького наступу, радянські війська 6 жовтня 1941 року покинули Мелітополь. 1 вересня 1942 року місто — центр однойменної німецької округи. 23 жовтня 1943 року радянська армія звільнила Мелітополь від німецьких окупантів.
Перші післявоєнні роки були присвячені відновленню зруйнованого війною міста. Підприємства та установи повернулися з евакуації. Промислові підприємства відновлювалися і реконструювалися, і вже до кінця 1940-х років провідні підприємства Мелітополя перевищили довоєнний рівень виробництва.
Подальший розвиток промисловості міста було переважно пов'язано з машинобудуванням. Наприкінці 1950-х років на підприємствах міста був налагоджений випуск промислових холодильних установок, силових агрегатів для автомобіля «Запорожець» та іншої техніки. Другою важливою галуззю промисловості міста залишалася харчова промисловість, переробна сільськогосподарську продукцію, що поставляється аграрними підприємствами регіону.

### У Незалежній Україні
У перше десятиліття незалежності економіка України пережила глибоку кризу, яка певною мірою торкнулась і економіки Мелітополя. Підприємства міста виявилися не готові до конкуренції на світовому ринку, особливо в умовах загального спаду споживання, викликаного кризою. Ситуація погіршувалася недоліками системи управління, корупцією на всіх рівнях і припала на першу половину 1990-х років гіперінфляцією. Підприємства скорочували виробництво, а іноді й повністю зупинялися. Проводилися масові скорочення співробітників. Спад виробництва за деякими одиницями продукції для мелітопольських підприємств в 1995 році в порівнянні з 1985 показаний в таблиці:.
Чимало будівництв, розпочатих на початку 1990-х років, були припинені, а частина з них досі не завершена. Зокрема, так і не був реалізований проєкт будівництва тролейбусної мережі в місті.
Економічний спад викликав і зниження народжуваності. Населення Мелітополя зменшилася приблизно пропорційно населенню України, з 173 000 чоловік в 1989 до 160 000 у 2001.
До початку 2000-х років в економіці Мелітополя намітилися позитивні тенденції. Першими з кризи почали виходити малі та середні підприємства.
У 2004—2005 роках важливими для міста подіями стали вибухи артилерійських складів у Новобогданівці, що призвели до перекриття залізниці та автошляху міжнародного значення М18E105 і евакуації населення декількох сіл Мелітопольського району.

#### Російсько-українська війна

Дорожній покажчик «Мелитополь — Россия навсегда», встановлений окупантами на в'їзді до міста Мелітополь під час російського вторгнення в Україну у травні 2022 року. У встановленні цього дорожнього знаку брала участь рашистка Юлія Чичеріна

24 лютого 2022 року, внаслідок російського вторгнення 2022 року Мелітопольська авіабаза зазнала ракетного удару, а згодом була атакована російськими окупаційними військами. Того ж дня Президент України Володимир Зеленський заявив, що «ворог намагається просунутися у напрямку Мелітополя».
26 лютого 2022 року російські загарбники увійшли у Мелітополь і повністю окупували 1 березня 2022 року.
11 березня 2022 року, за словами Президента України Володимира Зеленського, російські окупанти викрали міського голову Мелітополя Івана Федорова та катували його. Наступного дня депутат міської ради Галина Данильченко проголосила себе виконавицею обов'язків міського голови і заявила, що «у місті створюється комітет народних обранців, який і керуватиме Мелітополем».
13 березня 2022 року відбулася позачергова сесія Мелітопольської міської ради, на якій депутати звернулися до Генерального прокурора України із закликом розпочати досудове розслідування про державну зраду щодо створення окупаційної адміністрації представниками партії «Опозиційний блок».
22 квітня 2022 року українські джерела повідомили, що місцеві партизани ліквідували понад 100 російських окупантів.
У квітні 2022 року військові та представники окупаційної адміністрації держави-агресора викрали історико-культурні цінності з Мелітопольського краєзнавчого музею. Серед вкраденого майна була колекція скіфського золота, що виявлена археологами у 1950-х роках.
З початку війни у місті та його околицях діє партизанський рух, який був сформований з місцевого населення. Партизани займаються підривом логістики, знищують коллаборантів і російських офіцерів. Активно співпрацюють з українською розвідкою.
У травні 2022 року окупанти встановили знак «Мелитополь — Россия навсегда» на в'їзді до Мелітополя. У встановленні знаку допомагала рашистка, одіозна співачка і яра прихильниця «російського світу» Юлія Чичеріна.
3 березня 2023 року колаборант і керівник окупаційної адміністрації області Балицький підписав указ, згідно з яким Мелітополю присвоєно статус «столиці Запорізької області».
16 серпня 2025 року, внаслідок операції Головного управління розвідки Міністерства оборони України (ГУР МО), у тимчасово окупованому Мелітополі знищено склад БК та російських загарбників, яких РФ перекинула на запорізький фронт. Вибухи пролунали під час заїзду ворожої вантажівки з особовим складом до пункту дислокації окупантів на території промзони в районі проїзду Корвацького у Мелітополі. В результаті знищено щонайменше шестеро російських загарбників з числа морської піхоти, а також екіпажу БпЛА так званого кадировського батальйону «Ахмат-Восток», а також загорівся склад з боєприпасами, було чутно звуки вторинної детонації. На місце окупанти спрямували чотири автомобілі «швидкої».

## Населення

### Чисельність

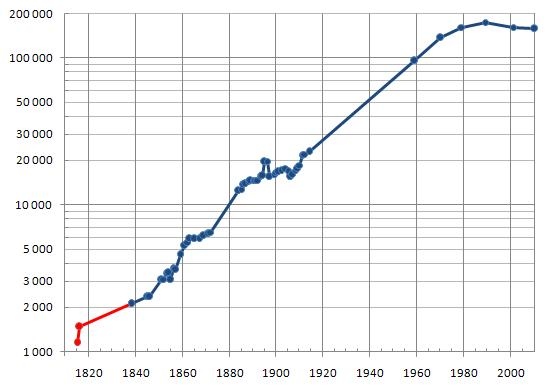
Логаритмічний графік динаміки населення Мелітополя (червоним відрізком показане населення слободи)

Станом на 1 січня 2021 року населення Мелітополя — 149 926 осіб. Місто є одним із 50 найбільших в Україні. За переписом населення 2001 року, населення Мелітополя становило 160 352 особи, а під час перепису у 1989 році — 173 385.
Місто переживало бурхливе зростання населення наприкінці XIX століття, про що свідчать архівні дані:
| Рік  | Населення | Рік  | Населення | Рік  | Населення | Рік  | Населення |
| ---- | --------- | ---- | --------- | ---- | --------- | ---- | --------- |
| 1815 | 1 160     | 1872 | 6 524     | 1902 | 16 993    | 2015 | 156 000   |
| 1816 | 1 493     | 1885 | 12 774    | 1904 | 17 726    | 2017 | 154 992   |
| 1838 | 2 130     | 1884 | 12 516    | 1905 | 16 685    | 2018 | 153 992   |
| 1845 | 2 385     | 1886 | 13 672    | 1906 | 15 582    | 2019 | 153 112   |
| 1851 | 3 098     | 1887 | 13 832    | 1907 | 16 040    | 2021 | 149 926   |
| 1852 | 3 125     | 1887 | 13 832    | 1908 | 17 175    | 2022 | 148 851   |
| 1853 | 3 411     | 1888 | 14 326    | 1909 | 17 601    |      |           |
| 1856 | 3 687     | 1889 | 14 604    | 1910 | 18 519    |      |           |
| 1859 | 4 594     | 1890 | 14 661    | 1911 | 21 587    |      |           |
| 1861 | 5 282     | 1893 | 15 539    | 1912 | 22 022    |      |           |
| 1862 | 5 555     | 1894 | 15 817    | 1959 | 94 670    |      |           |
| 1863 | 5 865     | 1895 | 19 533    | 1970 | 136 860   |      |           |
| 1865 | 5 892     | 1896 | 19 731    | 1979 | 160 664   |      |           |
| 1867 | 5 864     | 1897 | 15 489    | 1989 | 173 385   |      |           |
| 1869 | 6 153     | 1899 | 16 168    | 2001 | 160 352   |      |           |
| 1871 | 6 340     | 1900 | 16 624    | 2010 | 157 600   |      |           |

Після окупації міста російськими загарбниками населення Мелітополя зменшилось втричі. За словами Івана Федорова, у місті залишилось 50 тисяч осіб, оскільки 100 тисяч місцевих жителів виїхали, проте згодом майже стільки ж приїхало з Росії.

### Етнічний склад
У Мелітополі проживають представники близько ста національностей, найчисленнішими національними меншинами є росіяни, болгари, вірмени, караїми, кримські татари, німці та греки.
| Національність | 1897 | 1970 | 1979 | 2001 |
| -------------- | ---- | ---- | ---- | ---- |
| Українці       | 8,8  | 45,8 | 44,8 | 55,1 |
| Росіяни        | 42,8 | 46,5 | 48,3 | 38,9 |
| Болгари        | 0,6  | 2,3  | 2,3  | 1,8  |
| Євреї          | 40,1 | 1,6  | 1,1  |      |
| Білоруси       | 0,2  | 1,1  | 1,0  | 0,8  |
| Татари         |      | 0,9  | 0,8  | 1,0  |
| Вірмени        | 1,3  | 0,1  | 0,3  |      |
| Греки          | 0,4  | 0,3  | 0,2  |      |
| Поляки         | 0,7  | 0,2  | 0,2  |      |
| Німці          | 1,2  | 0,2  | 0,2  |      |
| Цигани         | 0,2  | 0,1  | 0,1  |      |
| Молдовани      |      | 0,1  | 0,1  | 0,1  |
| Чехи           | 0,1  | 0,1  | 0,1  |      |
| Албанці        |      | 0,1  | 0,1  |      |

Національний склад населення за даними перепису 2001 року:
| Національність  | Відсоток |
| --------------- | -------- |
| українці        | 55,15 %  |
| росіяни         | 38,89 %  |
| болгари         | 1,81 %   |
| татари          | 0,83 %   |
| білоруси        | 0,76 %   |
| євреї           | 0,3 %    |
| вірмени         | 0,27 %   |
| німці           | 0,2 %    |
| азербайджанці   | 0,17 %   |
| інші/не вказали | 1,62 %   |

З 2008 року Мелітополь є представником України у міжнародній програмі «Інтеркультурні міста», яка об'єднує 21 місто Європи. Ця програма, що перебуває під керівництвом Ради Європи, має на меті налагодження та підтримання діалогів між нацменшинами і владою, встановлення доброзичливих зносин між самими меншинами.

### Мова
Розподіл населення за рідною мовою за даними перепису 2001 року:
| Мова              | Кількість | Відсоток |
| ----------------- | --------- | -------- |
| російська         | 125296    | 78,14 %  |
| українська        | 32737     | 20,42 %  |
| болгарська        | 363       | 0,23 %   |
| циганська         | 250       | 0,16 %   |
| кримськотатарська | 160       | 0,1 %    |
| білоруська        | 123       | 0,08 %   |
| вірменська        | 122       | 0,08 %   |
| румунська         | 30        | 0,02 %   |
| грецька           | 21        | 0,01 %   |
| інші/не вказали   | 1250      | 0.76 %   |
| Всього:           | 160352    | 100 %    |

У березні 2022 року, з початку російської окупації Мелітополя, російська окупаційна влада почала вживати заходів для викорінення української мови та русифікації міста. За даними звіту «Навчання в окупації» від Human Rights Watch, в окупованому Мелітополі проросійські силовики покарали учня, який розмовляв у школі українською мовою — натягнули йому на голову мішок, відвезли за кілька десятків кілометрів в інший район та кинули напризволяще. Водночас батькам, що відмовляються віддавати своїх дітей у русифіковані навчальні заклади, погрожують забрати їхніх дітей на примусове «перевиховання».

## Економіка
Економічний потенціал Мелітополя представлений машинобудуванням, харчовою та легкою промисловостями. Так, у місті діє близько 75 підприємств машинобудування, найбільшими є:
- Мелітопольський завод холодильного машинобудування «Рефма»
- «Мелітопольський завод тракторних гідроагрегатів» (Гідросила МЗТГ)
- Мелітопольський моторний завод «АвтоЗАЗ-Мотор» («МеМЗ»)
- «Мелітопольський компресор» («МелКом»)

У приміській зоні розташоване потужне підприємство металообробки "Мелітопольський завод «Автоколірлит».
У галузі харчової промисловості працюють «Мелітопольський м'ясокомбінат», хлібозавод, кондитерська фабрика «Фантазія». У місті розташовані два виробництва компанії «Олком» — «Мелітопольський олійноекстракційний завод» та "Мелітопольський молокозавод «Олком».
Після кризи 1990-х років деякі підприємства зазнали банкрутства («Мелітопольський верстатобудівний завод імені 23 жовтня», виробниче об'єднання «Старт») або перебувають у невизначеному стані (лікеро-горілчаний та консервний заводи). В аналогічній ситуації побував Мелітопольський пивоварний завод, але завдяки інвесторам він залишився в роботі.

## Транспорт
У Мелітополі перетинаються дві автомагістралі: E58 Одеса — Новоазовськ (у межах України М14) та E105 Харків — Сімферополь (у межах України М18). Саме через це у місті є проблема високої напруженості руху на відрізках, де проходять транзитні автошляхи. Тому у планах міської влади збудувати об'їзну дорогу, яка б з'єднала автошляхи М14E58 та М18E105 поза містом і суттєво знизила автомобільний трафік у його межах.

### Автобусний транспорт
Міський транспорт в Мелітополі є виключно маршрутні таксі, що курсують на 34 маршрутах та сполучають основні райони міста. Час роботи маршрутних таксі — приблизно з 05:00 до 00:30. За радянських часів містом курсували автобуси моделі Ікарус, ЛіАЗ, ЛАЗ, ПАЗ на 25 маршрутах.
Наприкінці 1980-х років було розпочато будівництво тролейбусної мережі та депо, але після розпаду СРСР будівництво так і не було завершене.
У місті діють дві автобусні станції: приміська, яка сполучає місто із населеними пунктами Мелітопольського і сусідніх районів та міжміська, з якої курсують автобуси у напрямку Запоріжжя, Енергодара, Бердянська, Маріуполя, Миколаєва, Одеси, Херсона тощо.

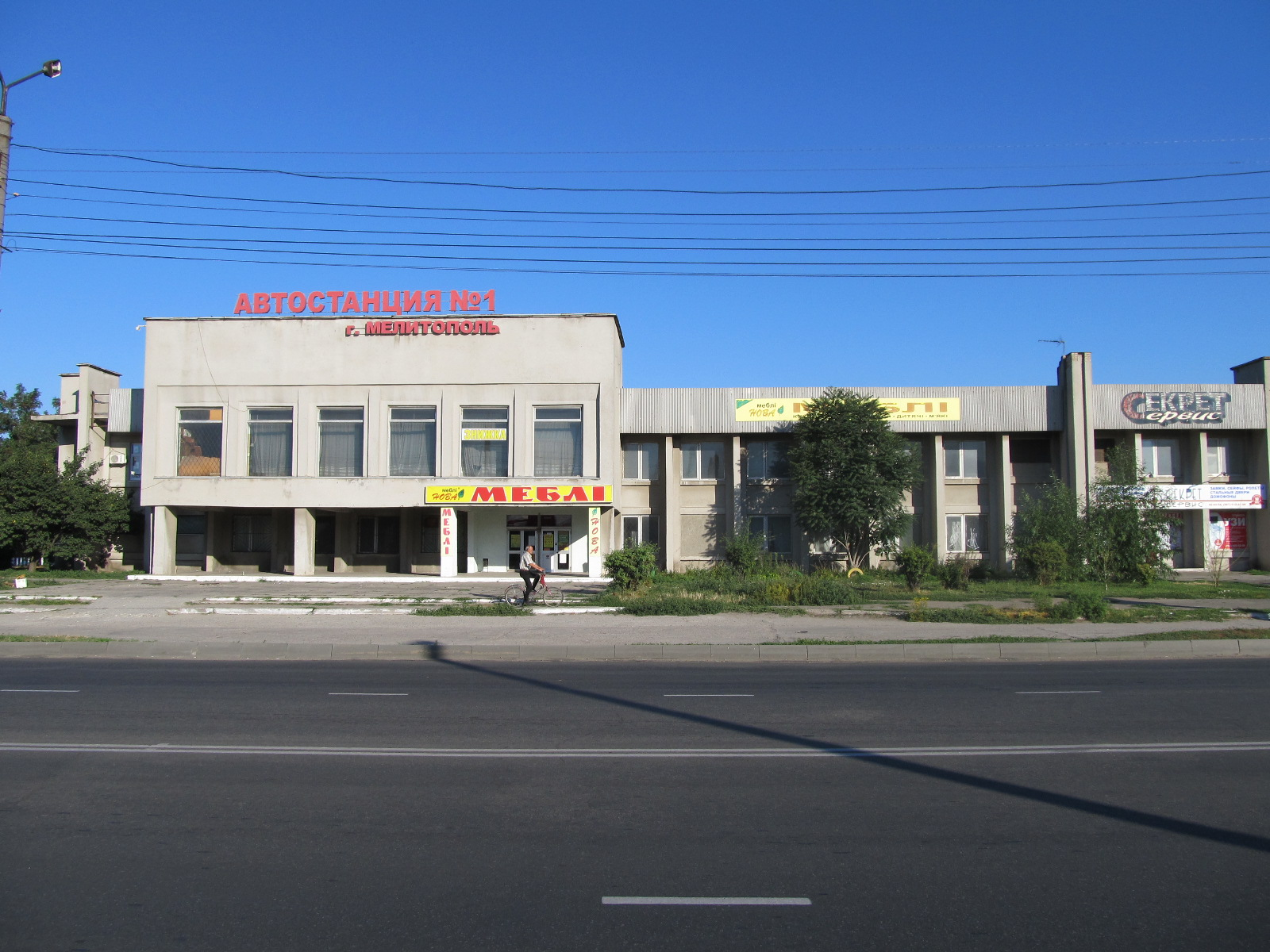
Автостанція № 1
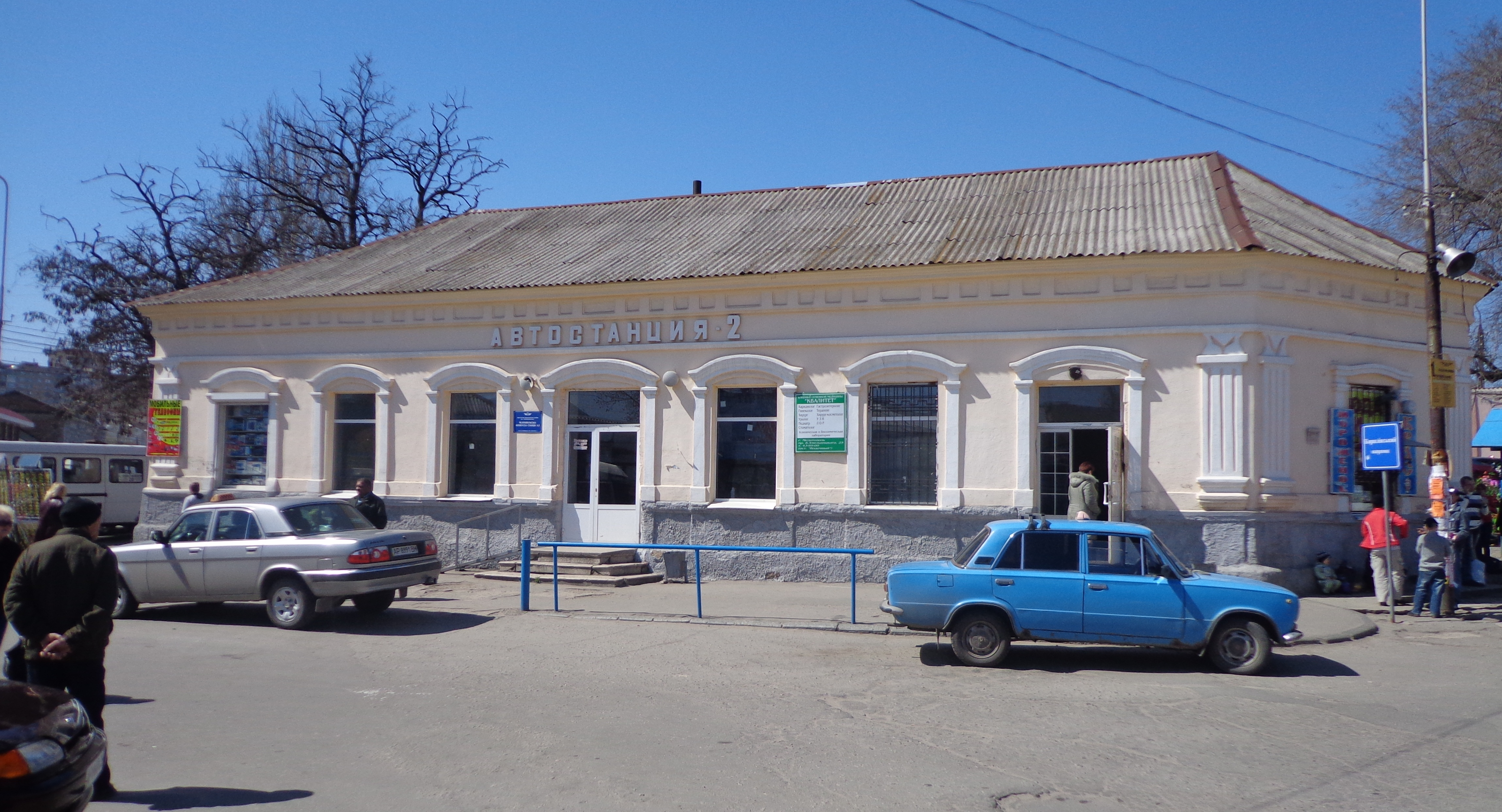
Автостанція № 2

### Залізничний транспорт
Мелітополь — важлива залізнична станція Придніпровської залізниці на шляху до Криму.
До 26 грудня 2014 року через станцію Мелітополь прямувало близько 80 % усіх поїздів Кримського напрямку, тому місто має неофіційне прізвисько «ворота до Криму». В середньому за добу через станцію проходило 55 пасажирських поїздів.
Залізницею місто, до повномасштабного російського вторгнення в Україну, сполучалося практично з усіма регіонами України. Через станцію Мелітополь прямували поїзди у напрямку Запоріжжя, Дніпра, Харкова, Києва, Львова, Тернополя, Хмельницького, Вінниці, Рівного, Луцька, Ковеля та інших міст. Влітку, під час курортного сезону, зазвичай призначалися поїзди до станцій Генічеськ, Івано-Франківськ.

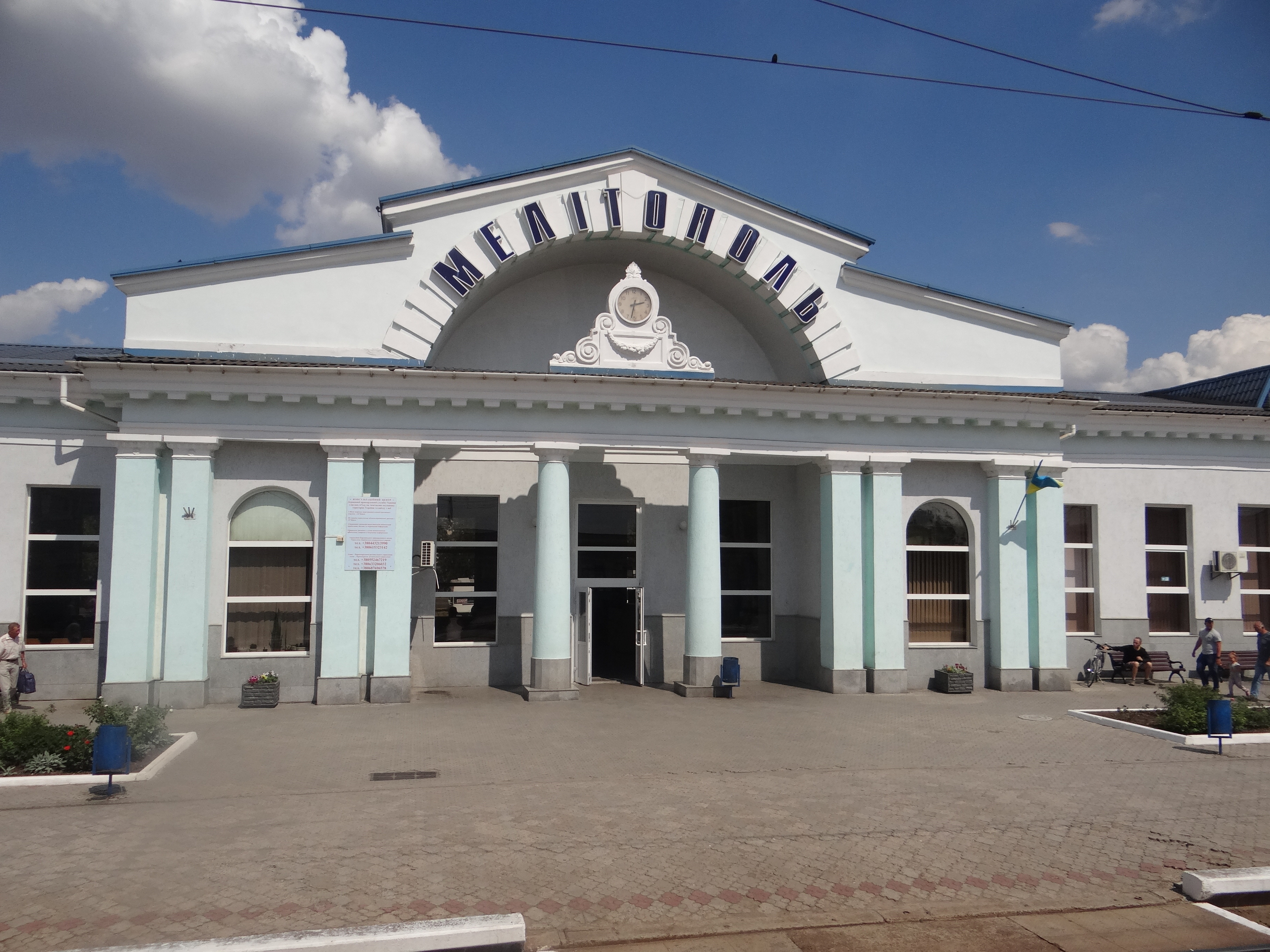
Вокзал станції Мелітополь
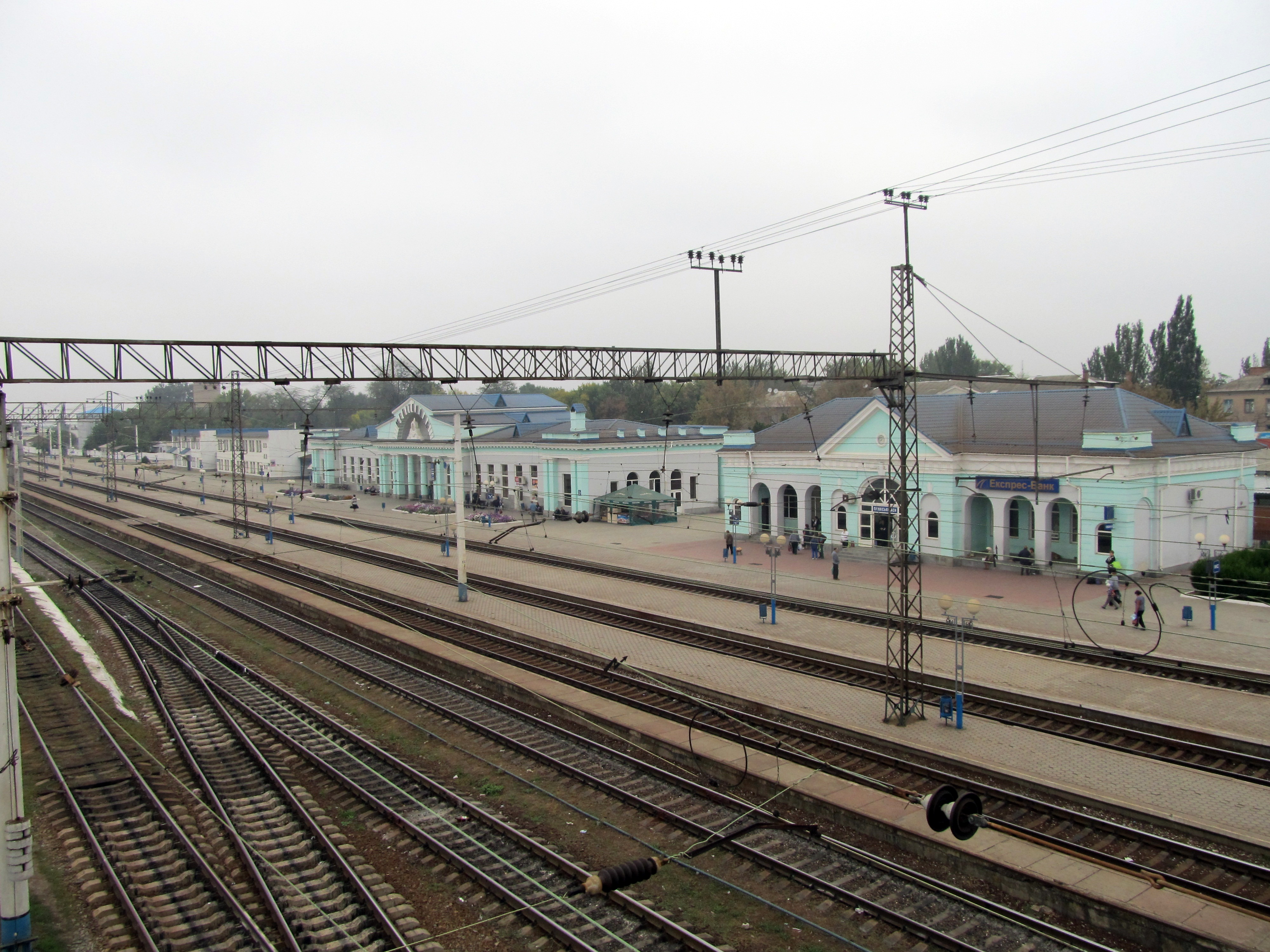
Панорама станції
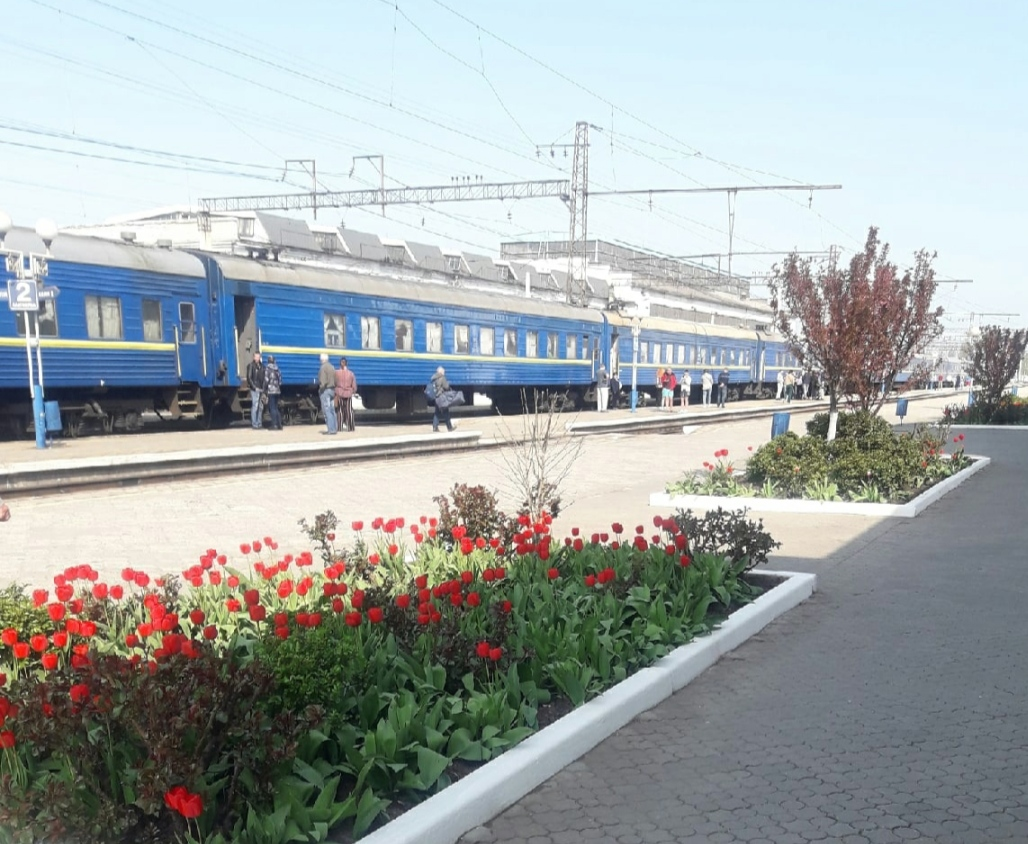
Поїзд на станції Мелітополь
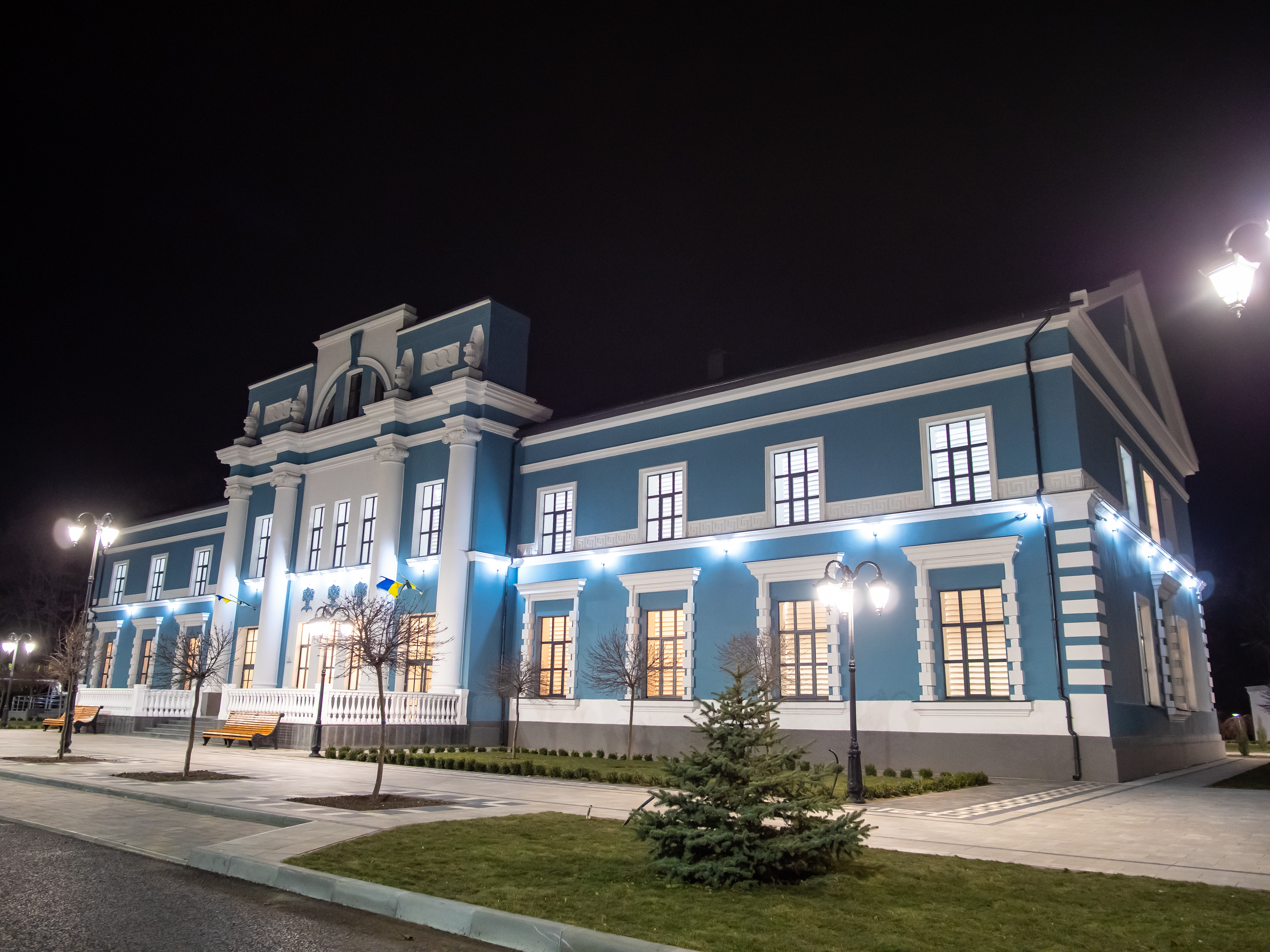
Палац залізничників

Приміські поїзди сполучали місто із Запоріжжям, Дніпром, Генічеськом, Нововеселою, Токмаком, Верхнім Токмаком.

### Повітряний транспорт
На північ від Мелітополя розташована Мелітопольська авіабаза, яка до вторгнення використовувалася виключно для перевезення вантажів. Парк літаків складався з вантажних Іл-76.
У 2011 році 25-тою військово-транспортною авіаційною бригадою, яка дислокувалася у «військовому містечку», у рамках операції «Північний сокіл» було здійснене перевезення 600 тонн пального до арктичної станції «Норд» на острів Гренландія.

## Соціальна інфраструктура

### Комунальне господарство
У Мелітополі працює 17 комунальних підприємств, які працюють у сфері послуг та житлово-комунальному комплексі. Серед усіх підприємств є й такі, що перебувають на межі закриття чи їх доля ще не вирішена.
У житлово-комунальному господарстві міста Мелітополь нараховується 890 житлових будинків загальною площею 1699,3 тис. м². У комунальній власності перебуває 335,9 км вулично-дорожніх мереж, у тому числі 162,4 км — із твердим покриттям; 27 мостів, у тому числі 17 пішохідних; 8,3 га квітників та газонів загального користування; 295,1 км мереж зовнішнього освітлення.
Послуги з водопостачання та водовідведення надаються комунальним підприємством «Водоканал». Протяжність міської мережі водопостачання — 396,8 км. Кількість артезіанських свердловин — 52 одиниці, кількість насосних станцій водопостачання — 100 одиниць (8 станцій, що качають по 800 м³ води на годину, 92 — від 8 м³ до 180 м³).
У 2011 році прибутки всіх комунальних підприємств міста становили 1 млн 807 тис. ₴.

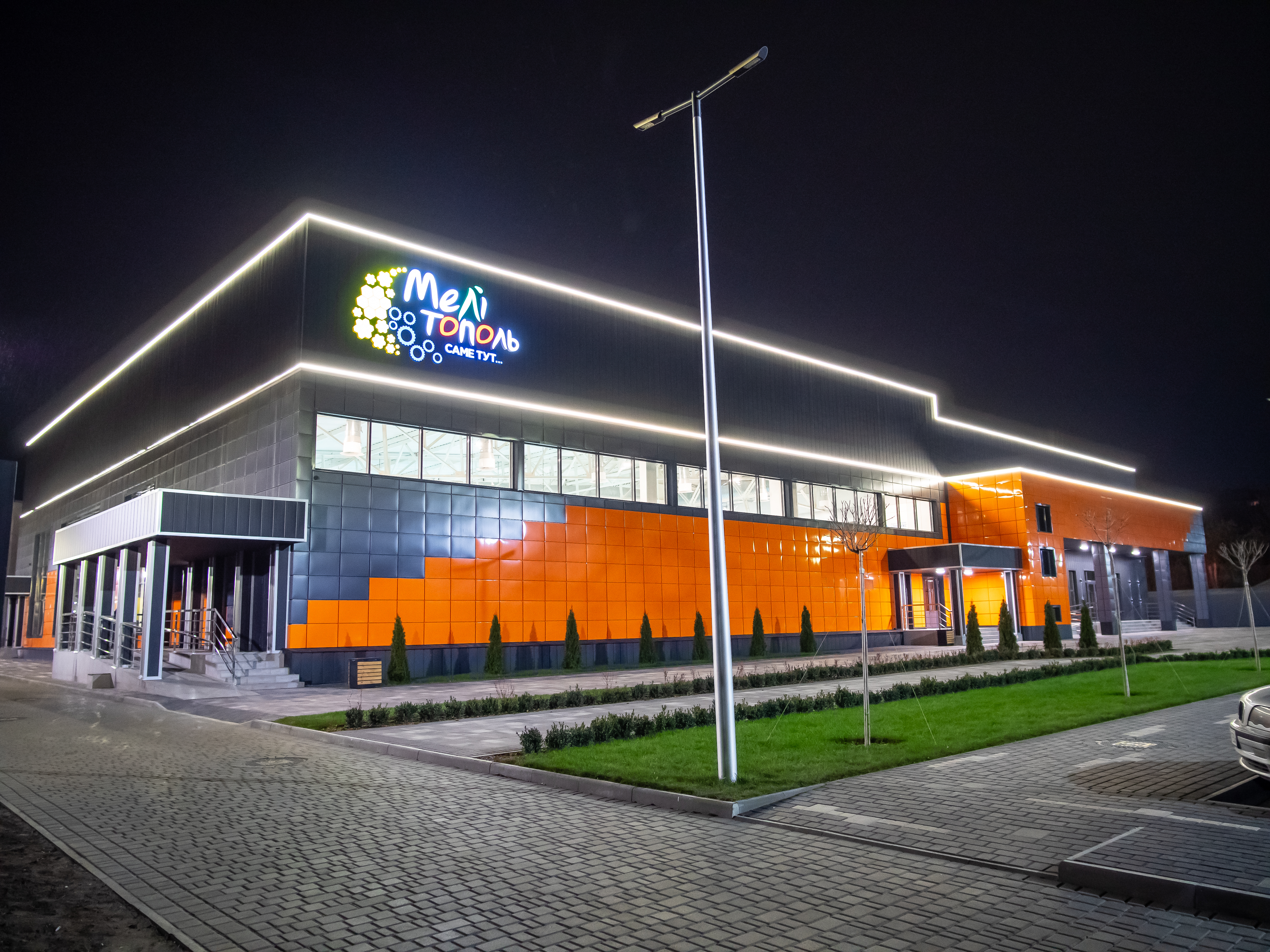
Муніципальний басейн
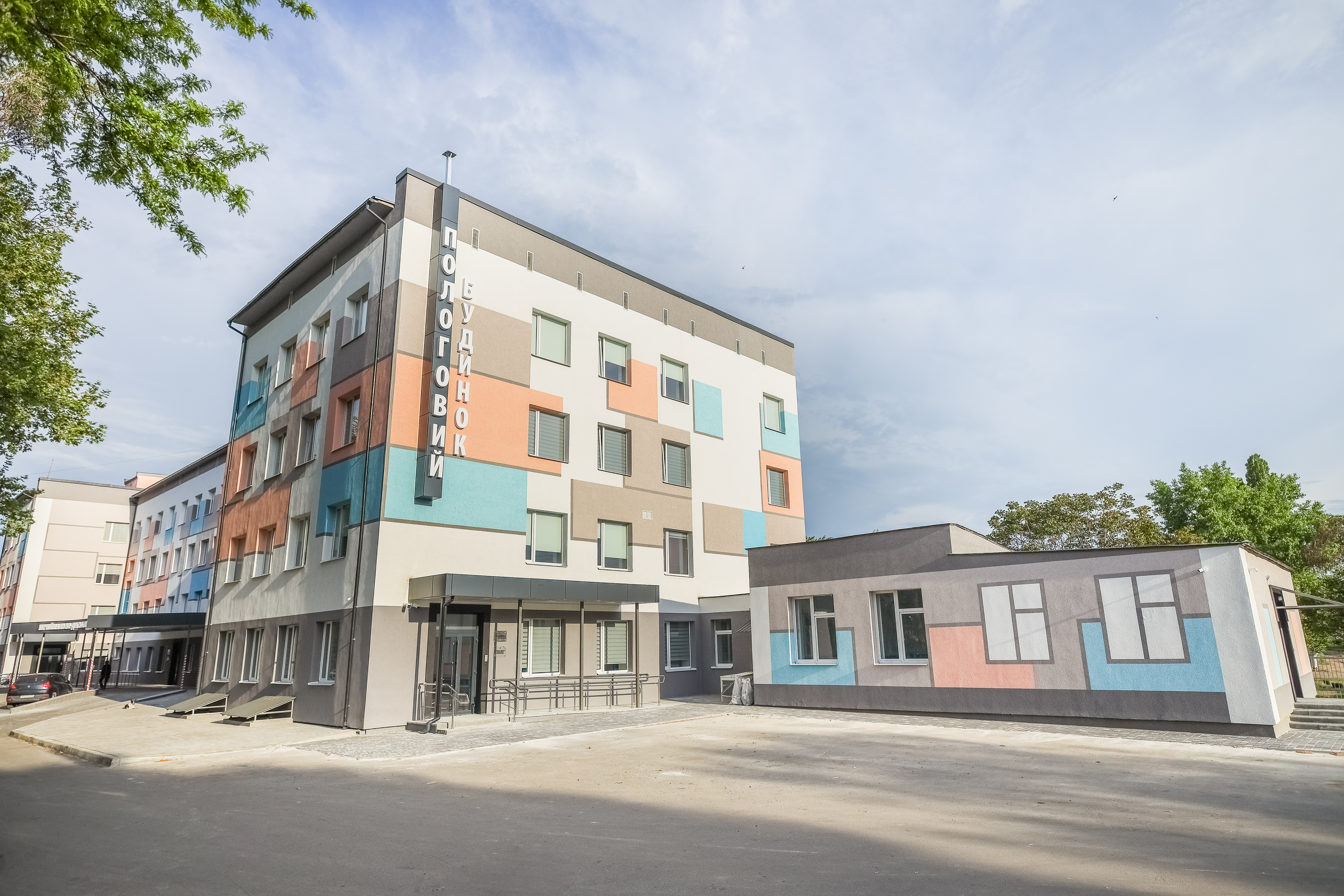
Пологовий будинок

### Медицина
У Мелітополі функціонує два муніципальних Центри первинної медико-санітарної допомоги, міська стоматологічна поліклініка, Багатопрофільна лікарня інтенсивних методів лікування та швидкої медичної допомоги (лікарня № 1, лікарня № 2, інфекційна лікарня, дитяча лікарня, лікувально-діагностичний центр), міський пологовий будинок, Центр лікувально-діагностичної та лабораторної медичної допомоги, Медичний центр комплексної реабілітації.
На території міста розташовані медичні заклади обласного підпорядкування: Запорізький регіональний фтизіопульмонологічний клінічний лікувально-діагностичний центр, центр служби крові, заклад з надання психіатричної допомоги, онкологічний диспансер, відділення екстреної медичної допомоги та Мелітопольський міський відділ державного лабораторного центру Міністерства охорони здоров'я  України.
У штаті медичного персоналу є заслужені лікарі України, кандидати медичних наук. Матеріально-технічна база лікувальних закладів міста постійно поповнюється коштом бюджетів різних рівнів і грантових програм. У Мелітополі функціонує ряд муніципальних програм, спрямованих на поліпшення здоров'я дітей, пацієнтів з нирковою недостатністю, ветеранів війни та праці, поліпшення умов перебування хворих в лікувально-профілактичних установах.

## Освіта

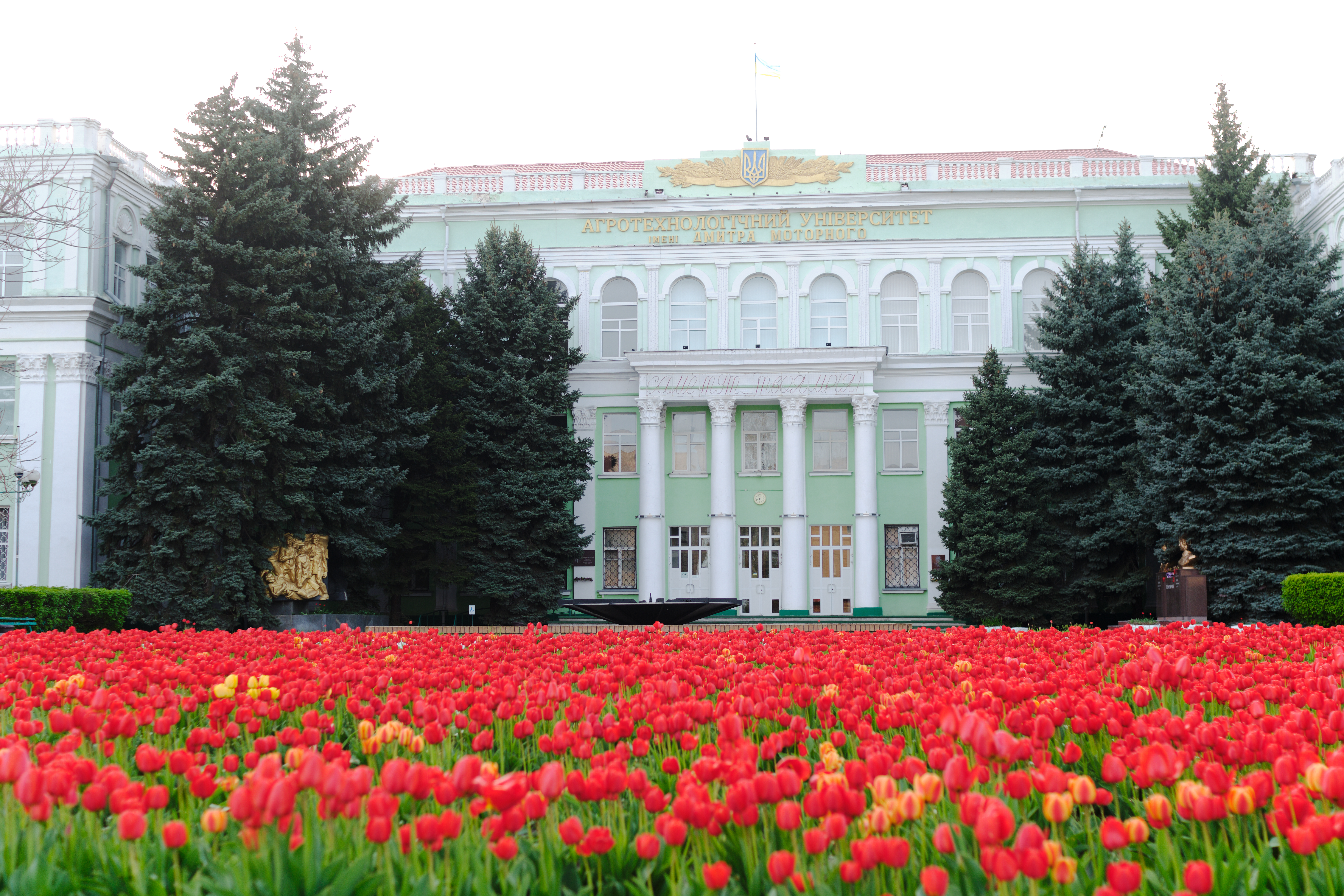
Таврійський державний агротехнічний університет ім. Дмитра Моторного

Місто має розгалужену мережу закладів дошкільної та загальноосвітньої освіти: навчання проводиться у 20 школах (із них 3 гімназії, 1 навчально-виховний комплекс та 1 вечірня школа), а для дошкільнят відкрито 26 дитячих садків.
Існує Центр позашкільної освіти (розвиток технічної творчості учнівської молоді, еколого-натуралістичне виховання, туристсько-краєзнавча та дослідницько-експериментальна діяльність)  та  Палац творчості дітей та юнацтва (художньо-естетичний розвиток особистості).
Середньоспеціальну освіту надають 11 закладів міста, зокрема:
- Мелітопольський медичний коледж
- Мелітопольське училище культури
- Мелітопольський промислово-економічний фаховий коледж [Архівовано 6 жовтня 2021 у Wayback Machine.]
- Мелітопольський коледж Таврійського державного агротехнічного університету ім. Дмитра Моторного [Архівовано 6 жовтня 2021 у Wayback Machine.]

Вищу освіту в Мелітополі можна здобути у двох закладах освіти (обидва IV рівня акредитації): у Мелітопольському державному педагогічному університеті імені Богдана Хмельницького та Таврійському державному агротехнологічному університеті імені Дмитра Моторного.

## Засоби масової інформації

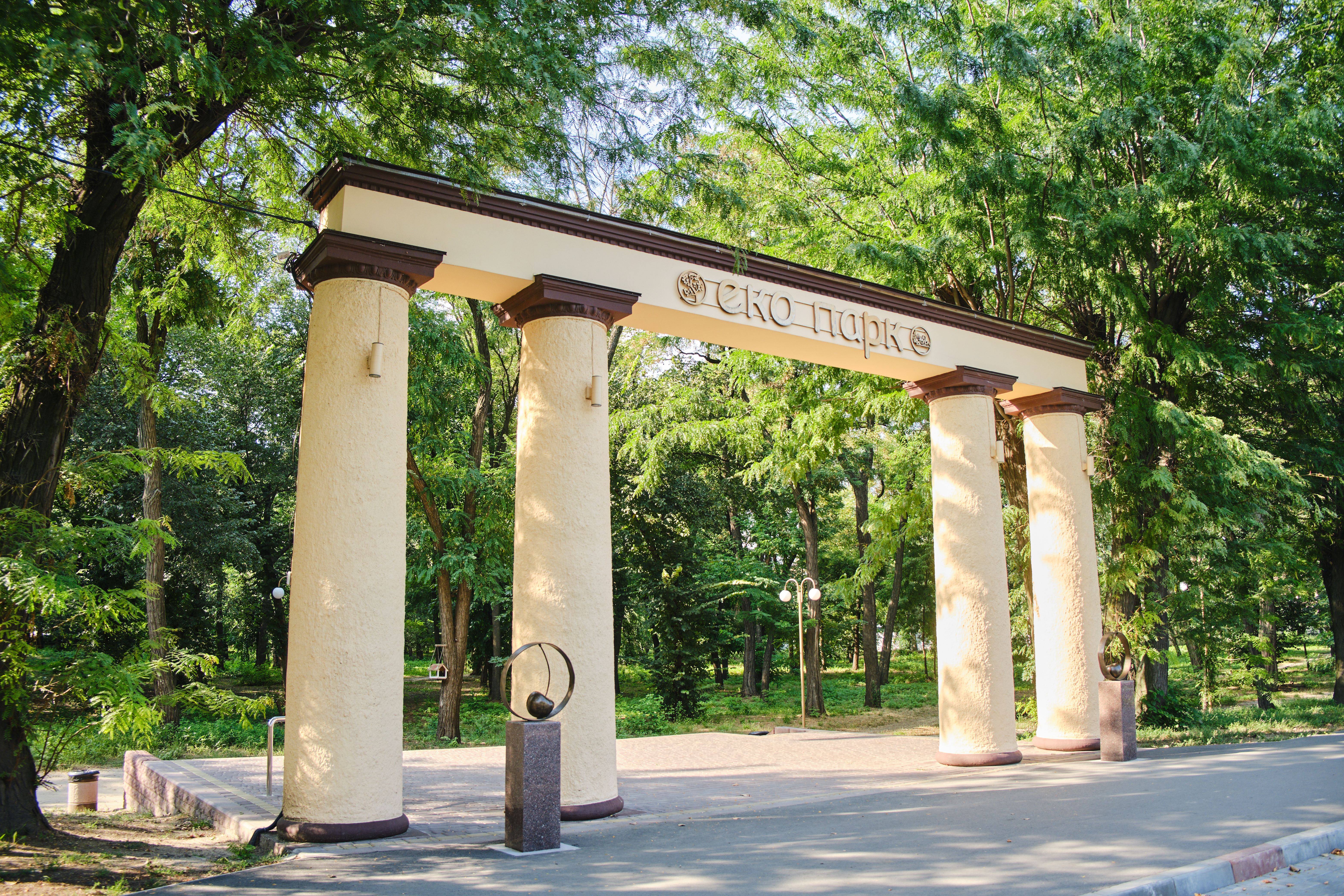
Екопарк «Садстанція»

Періодичні видання: укр. Мелітопольський краєзнавчий журнал

### Телебачення
- «Телерадіокомпанія Мелітополь»
- МТВ+

### FM-радіостанції
Через окупацію міста мовлення всеукраїнських та регіональних радіостанцій припинено.
| №п/п | Частота, МГц | Назва                                          | Потужність, кВт | Адреса вежі                        | Передавач       |
| ---- | ------------ | ---------------------------------------------- | --------------- | ---------------------------------- | --------------- |
| 1    | 89.2         | Радіо Промінь (план)                           | 0,5             | проспект Богдана Хмельницького, 88 | ЗФКРРТ          |
| 2    | 90.6         | Формат FM                                      | 0,25            | проспект Богдана Хмельницького, 88 | ЗФКРРТ          |
| 3    | 91,0         | DJ FM                                          | 0.25            | вул. 50-річчя Перемоги, 25         | РПЦ «Контакт»   |
| 4    | 92.3         | Армія FM                                       | 0,25            | проспект Богдана Хмельницького, 88 | ЗФКРРТ          |
| 5    | 99.1         | Power FM (план)                                | 1               | проспект Богдана Хмельницького, 88 | ЗФКРРТ          |
| 6    | 99.6         | Країна ФМ                                      | 0,25            | вул. 50-річчя Перемоги, 25         | РПЦ «Контакт»   |
| 7    | 101.2        | Radio НВ                                       | 1               | вул. 50-річчя Перемоги, 25         | РПЦ «Контакт»   |
| 8    | 101.6        | Хіт FM                                         | 0.5             | вул. 50-річчя Перемоги, 25         | РПЦ «Контакт»   |
| 9    | 102.2        | Прямий FM                                      | 0.2             | проспект Богдана Хмельницького 70  | РТПЦ «Ол-Же-Ка» |
| 10   | 103.2        | Радіо «П'ятниця»                               | 1               | проспект Богдана Хмельницького, 70 | РТПЦ «Ол-Же-Ка» |
| 11   | 104.7        | Radio Shanson                                  | 1               | вул. 50-річчя Перемоги, 25         | РПЦ «Контакт»   |
| 12   | 106.3        | Мелодія FM                                     | 1               | вул. 50-річчя Перемоги, 25         | РПЦ «Контакт»   |
| 13   | 107.2        | Стильне радіо «Перець FM»                      | 0.5             | проспект Богдана Хмельницького 70  | РТПЦ «Ол-Же-Ка» |
| 14   | 107.7        | Українське радіо / Українське радіо. Запоріжжя | 0,5             | проспект Богдана Хмельницького 88  | ЗФКРРТ          |

## Культура, дозвілля та спорт
- Мелітопольський краєзнавчий музей

### Парки і сквери
На території міста є чотири парки-пам'ятки садово-паркового мистецтва: загальнодержавного значення — Новоолександрівський парк та місцевого значення: «Парк біля залізничної станції», «Лісопитомник» і «Парк зрошувального садівництва» (на його території розташований «Екопарк»). Також у місті є ботанічна пам'ятка природи — «Дуб черешчатий» на території «Парку біля залізничної станції».
У передвоєнні роки (1937—1941) в Мелітополі існувала дитяча залізниця, яка розташовувалася у міському парку культури і відпочинку, який тоді носив ім'я Лазаря Кагановича.

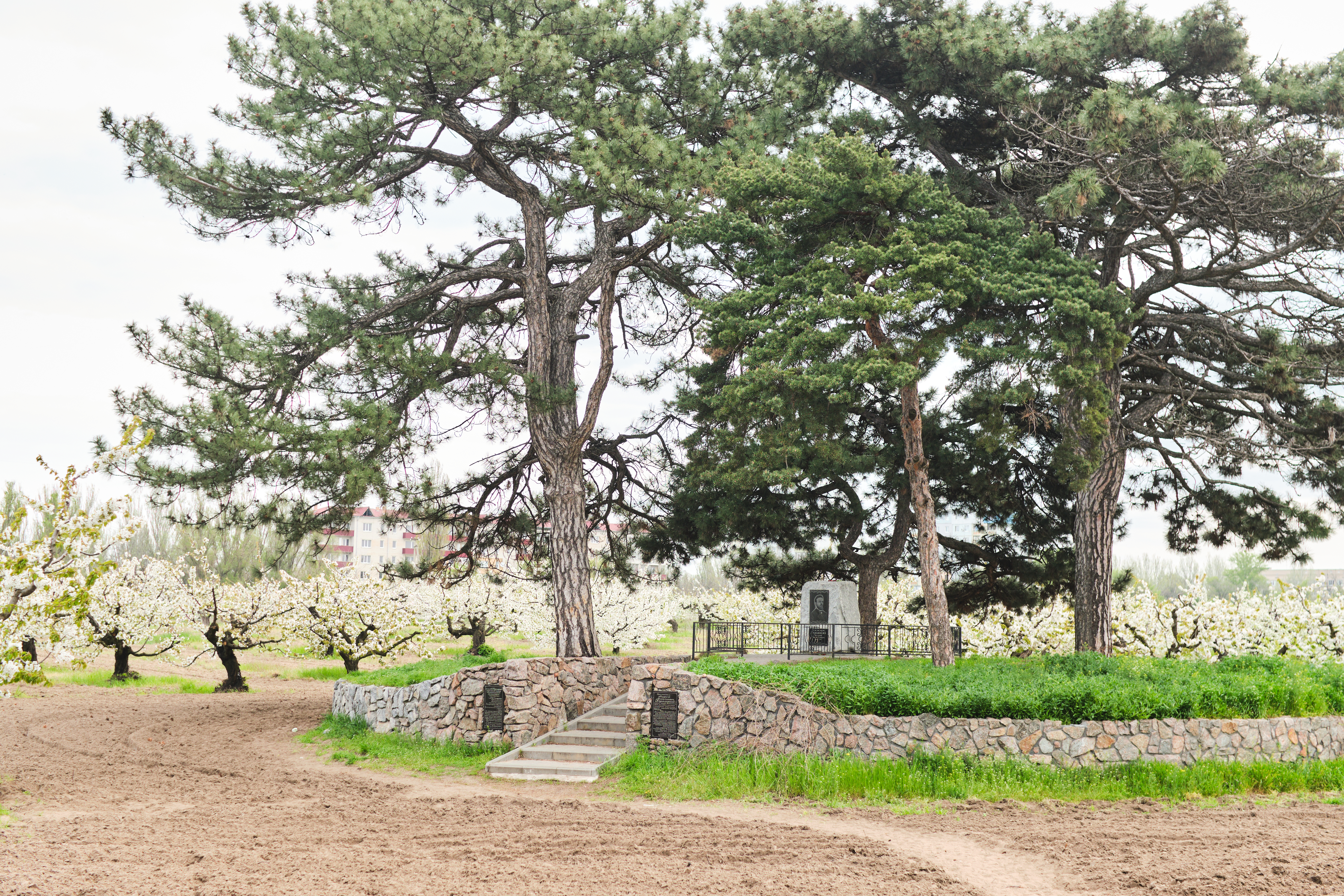
Місце поховання А. Корвацького у черешневих садах.

### Пам'ятники

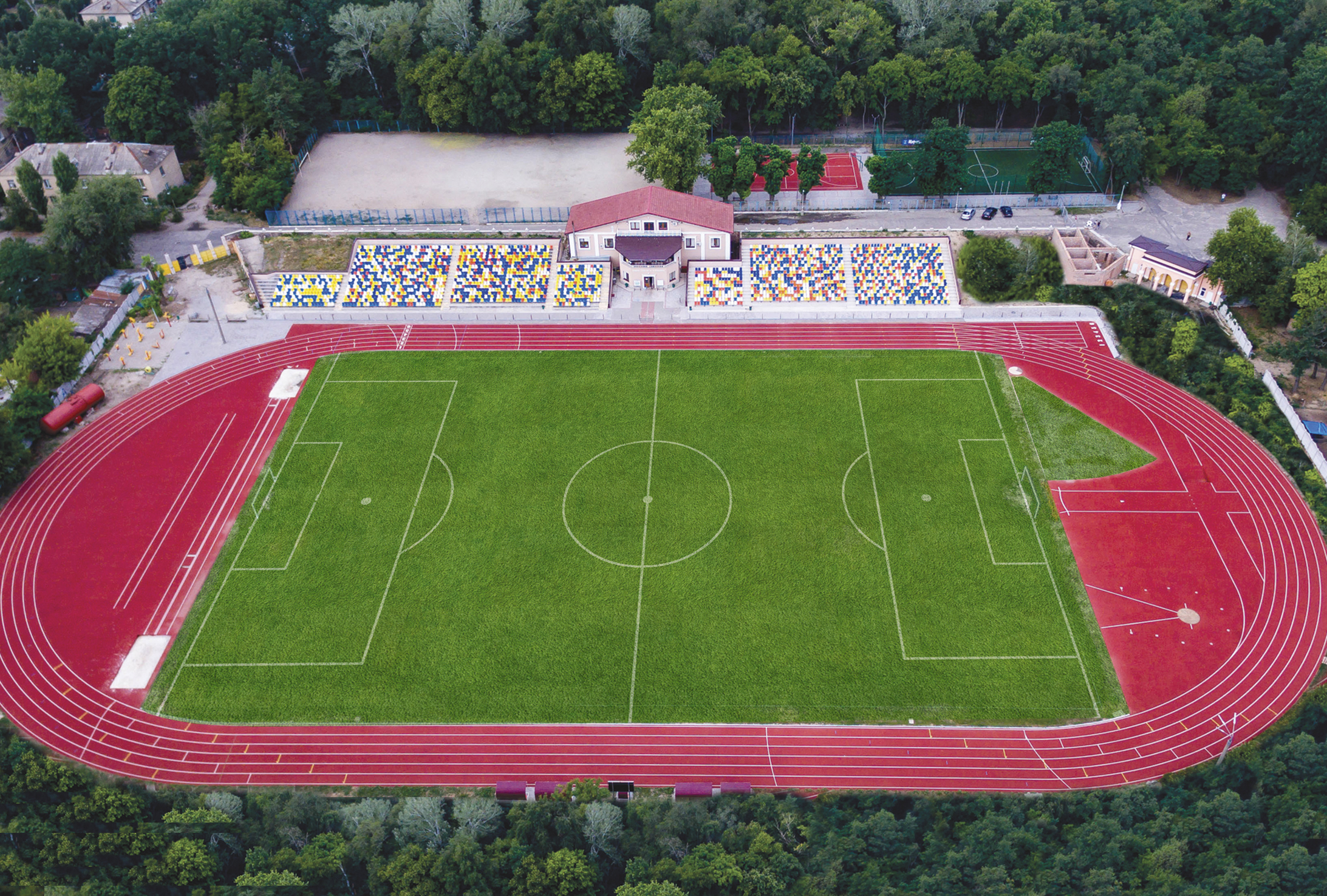
Стадіон «Спартак» ім. Олексенка.

- Пам'ятник Богданові Хмельницькому
- Пам'ятник Тарасові Шевченку
- Пам'ятник Володимирові Висоцькому
- Погруддя національному болгарському герою, уродженцю міста Сливен, Хаджи Димитирові
- Погруддя Андрію Корвацькому
- Скульптурна композиція літературного персонажа Остапа Бендера
- Скульптурна композиція «Машинобудівник»

5 червня 2015 року в Мелітополі за 2 години комунальники демонтували три пам'ятники Леніну — за рішенням сесії міськради.

### Спорт

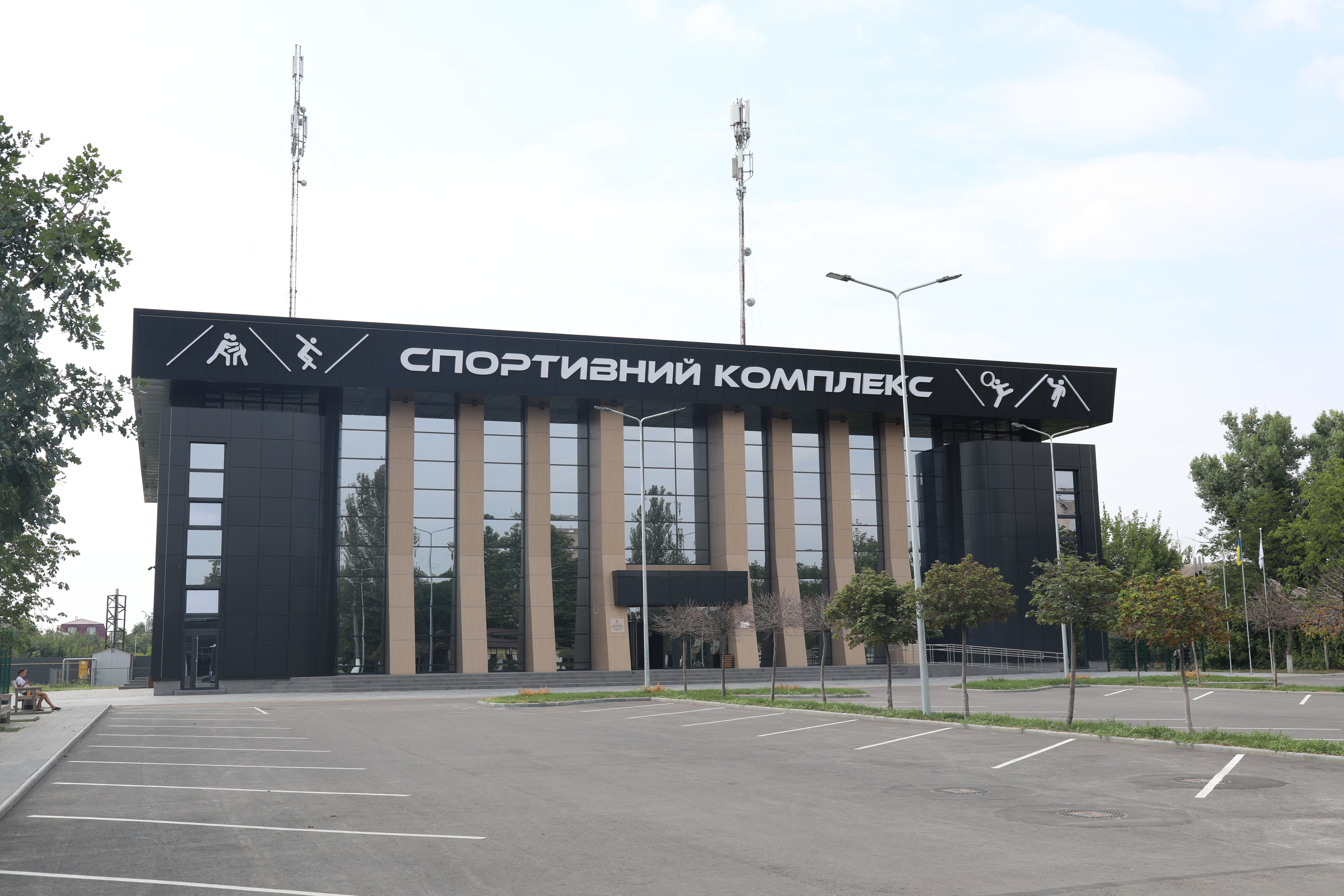
Муніципальна спортивна школа № 3.

Мелітополь завжди був, є і залишається одним із найспортивніших міст Запорізької області та України, де культивуються і розвиваються більш ніж 30 видів спорту. Всіма видами фізичної культури і спорту в місті систематично займаються 22,9 тис. осіб — жителів різного віку, професійної діяльності і соціального статусу. У спортивних секціях міста займаються 7,5 тис. осіб. 15,4 тис. осіб відвідують секції спортивно-оздоровчої спрямованості.
Щорічно в місті проводяться понад 100 спортивно-масових заходів, в тому числі відкриті, до участі в яких запрошуються спортсмени з інших міст і країн. Серед відомих змагань: відкриті турніри з гандболу, художньої гімнастики, шахів та шашок. У Мелітополі розташована унікальна Шахова школа, у 2020 році відкрито перший в історії міста водно-спортивний комплекс.
У місті добре розвинений дитячий та юнацький спорт: діють дві спортивні школи та велика кількість клубів. Високих результатів мелітопольська молодь досягає, наприклад, у бойових видах спорту та єдиноборствах: у боксі, боротьбі, кікбоксингу, кіокушинкай-карате. У спорткомплексі «Моторного заводу» базується флорбольна команда «Скала» — чемпіон України та учасник міжнародних турнірів.
Професійний спорт у Мелітополі асоціювався, перш за все, зі спортивним клубом «Олком», до лав якого входила футбольна команда «Олком», команди з боксу та багі. Однак на початку 2011 року через скрутну економічну ситуацію, утримувач спортивного клубу підприємство «Олком» оголосив про відмову від спонсорства — це фактично означало ліквідацію клубу. Футбольну команду прийняло підприємство «Мелітопольська черешня», і тепер вони виступають саме під цією назвою. Позбавлена місця у Другій лізі, команда брала участь у чемпіонаті Запорізької області й стала чемпіоном 2011 року.
28 грудня 2021 року в рамках програми «Велике будівництво» у Мелітополі відкрита «Льодова-Арена». Новий спортивний об'єкт значно сприяє спортивній інфраструктурі Запорізької області, зокрема тут є можливість проводити тренування з зимових видів спорту.

## Релігія

### Християнська унія
- Парафія Різдва Пресвятої Богородиці (вулиця Богдана Абламонова, 14)
- Парафія Успіння Святої Анни (вулиця Штиюка Серафима, 88)
- Католицький Храм Успіння Пресвятої Діви Марії та Святого Архангела Михаїла (проспект 50-річчя Перемоги, 31/1)

### Протестантизм
- Церква євангельських християн «Благодать» (вулиця Героїв України, 3)
- Вільна церква євангельських християн «Джерело Життя» (вулиця Ломоносова, 175)
- Церква адвентистів сьомого дня (вулиця Гетьманська, 87)
- Мелітопольська християнська церква (раніше — «Нове покоління») (вулиця Інтеркультурна, 1)

### Православне християнство

#### УПЦ (МП)
- Собор Олександра Невського (вулиця Олександра Невського, 5)
- Храм Великомученика Георгія. Нижній ярус є храмом Мучениць Віри, Надії, Любови та матері їх Софії (проспект 50-річчя Перемоги, 36)
- Свято-Троїцький храм (вулиця Ломоносова, 176)
- Храм святих Кирила і Мефодія (вулиця Олександра Невського, 24)
- Храм Андрія Первозваного (вулиця Михайла Оратовського, 273/1)
- Храм святої Великомучениці Катерини (проспект Богдана Хмельницького, 83/2)
- Храм Праведного Іоанна Кронштадського (вулиця Академіка Корольова, 133В)
- Храм Мучениці Тетяни (вулиця Університетська, 47)
- Храм Преподобного Серафима Саровського (вулиця Петра Дорошенка, 53/1)
- Храм Успіння Пресвятої Богородиці (вулиця Володимира Тимошенка, 2/1)
- Храм Великомученика Пантелеймона (вулиця Кізіярська, 55/2)
- Храм Святителя Миколая (вулиця Брів-ла-Гаярд, 19)
- Храм Ікони Божої Матері «Пом'якшення злих сердець» (вулиця Олександра Невського, 81)
- Каплиця Святителя Луки Кримського (проспект Богдана Хмельницького, 46/1)
- Храм Свято-Савинського чоловічого монастиря (вулиця Монастирська, 45)

#### ПЦУ
- Храм святих апостолів Петра і Павла.
- Храм святого апостола Андрія Первозваного.
- Храм святих рівноапостольних Кирила і Мефодія.

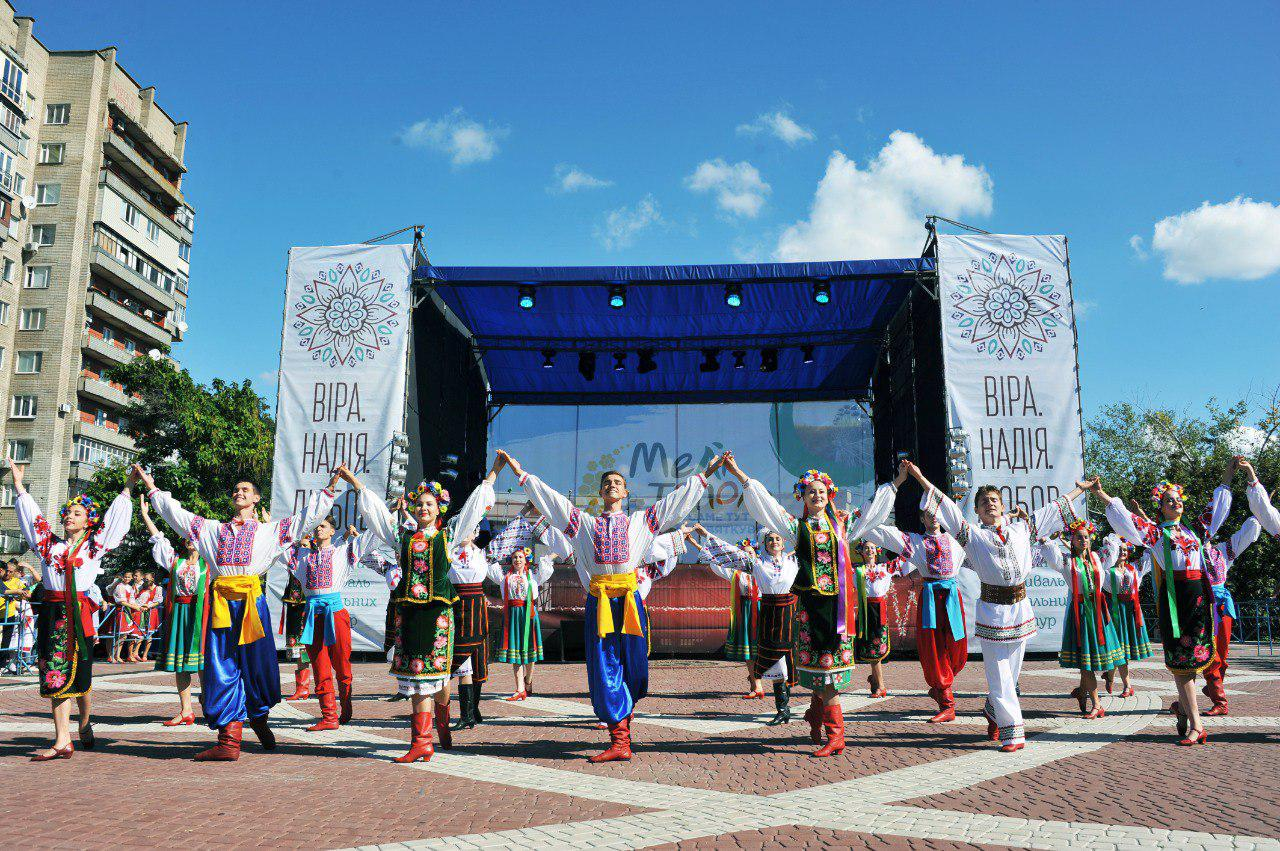
Фестиваль «Віра. Надія. Любов»
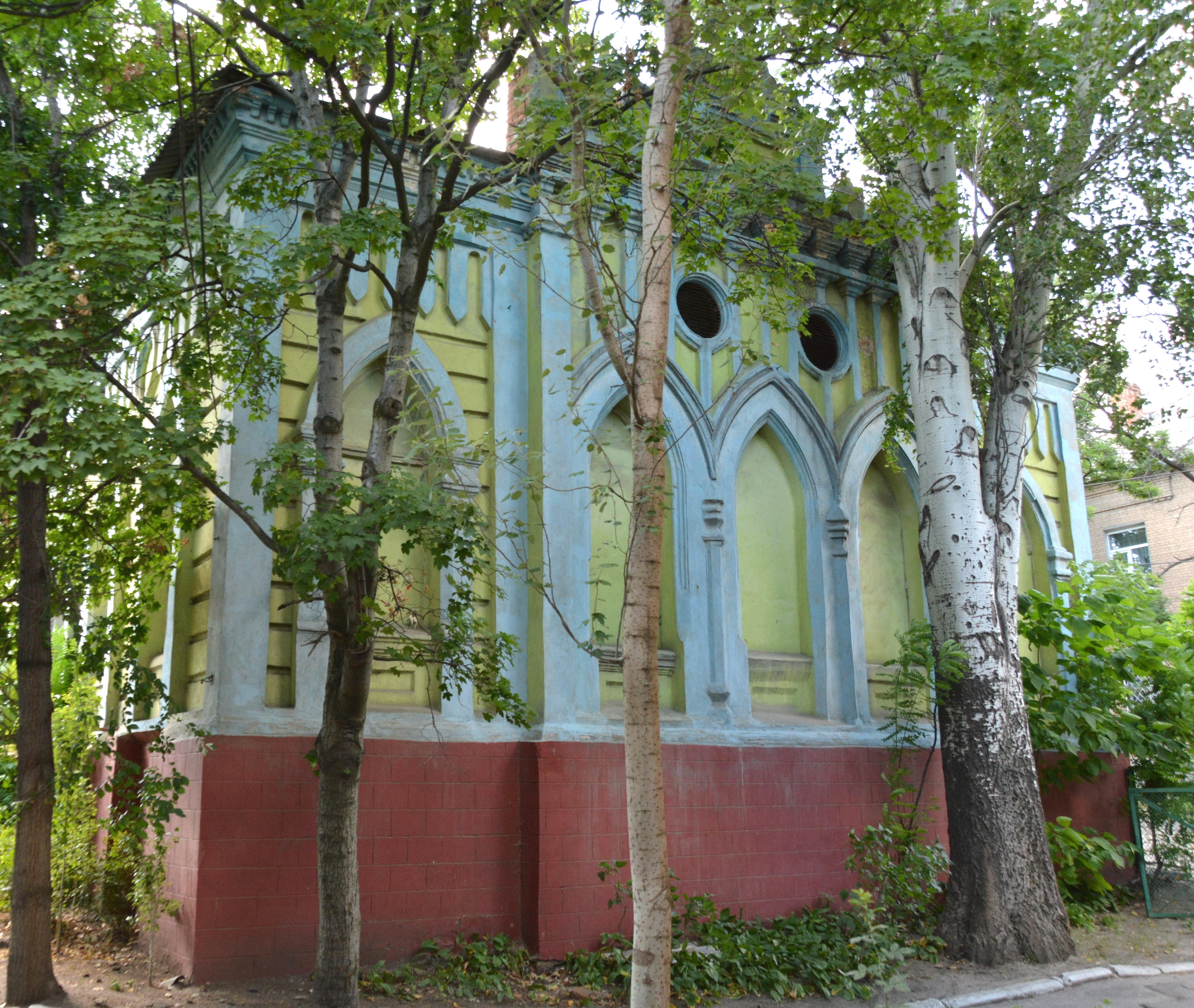
Колишня синагога

### Іслам
- Незалежна мусульманська релігійна громада «Аль-Іман» (вулиця Інтеркультурна, 4/1)
- Мусульманська релігійна громада «Ар-Раян» (вулиця Івана Франка, 1/24)
- Духовне управління мусульман Криму. Мусульманська релігійна громада «Іттіфак»
- Мелітопольська мусульманська релігійна громада «ІРАДЕ»

### Юдаїзм
- Мелітопольська юдейська ортодоксальна релігійна громада (вулиця Інтеркультурна, 45/1).

## Відомі особи

### Уродженці

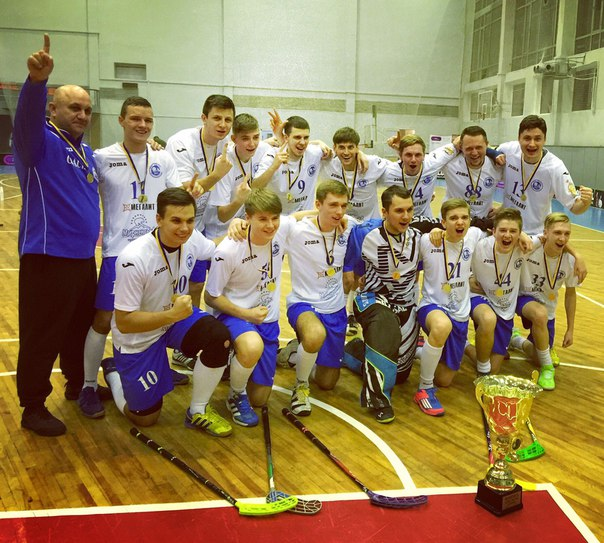
Флорбольна команда «Скала»

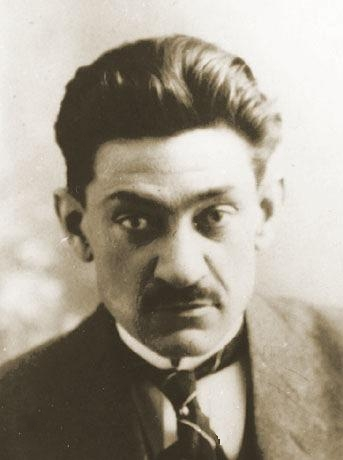
Дмитро Донцов

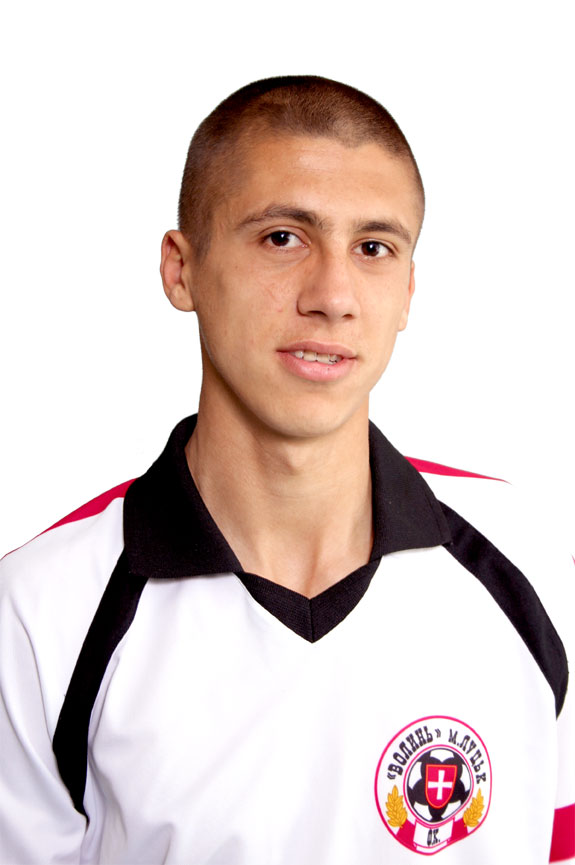
Євген Хачеріді

- Бабкін Валерій Федорович (нар.1939) — ветеринарний лікар. Доктор ветеринарних наук. Заслужений працівник сільського господарства України;
- Білокопитов Микола Григорович (нар.1954) — прозаїк, поет член Національної спілки письменників України;
- Богданов Сергій Вікторович (1957—2017) — сержант Збройних сил України, учасник російсько-української війни.
- Юрій Богун де Ляре — полковник Армії УНР;
- Буряк Данило Олексійович (1994—2023) — український військовий, боєць 3 ОШБ ЗСУ. Учасник оборони Київщини та боїв на Донбасі.
- Возіанов Олександр Федорович (нар.1938) — засновник урологічної наукової школи в Україні[58];
- Гашинський Аркадій Євгенович (1920—1991) — радянський актор театру і кіно, народний артист СРСР;
- Єжи Гіжицький  (1919—2009) — польський історик шахів, журналіст;
- Глущенко Яна Вікторівна — акторка;
- Гончаренко Богдан Анатолійович (1991—2015) — молодший сержант Збройних сил України, учасник російсько-української війни;
- Гузь Самуїл Юрійович (1905—1969) — інженер-металург, «батько радянського титану»;
- Гущин Ігор Валерійович (1992—2022) — старший лейтенант Збройних сил України; учасник російсько-української війни.
- Донцов Дмитро Іванович (1883—1973) — засновник теорії інтегрального націоналізму;
- Дубина Анатолій Степанович (1952—2011) — український баяніст, диригент та педагог, заслужений діяч мистецтв України, професор;
- Дудченко Костянтин Олександрович — футболіст казахського клубу «Іртиш», грає на позиції нападника. Народився 8 липня 1986 року в Мелітополі. У минулому виступав за мелітопольський «Олком», резерв київського «Динамо», підмосковні «Хімки» і ярославський «Шинник»;
- Духін Лев Харитонович (1891—1969) — перший ректор Харківського фармацевтичного інституту (1922—1930);
- Ємцев Олег Павлович (1951—2011) — комік, учасник трупи «Маски»;
- Зобенко Марія Олександрівна (нар.1950) — прозаїк, публіцист, критик член Національної спілки письменників України;
- Карпуша Павло Павлович (1914—1987) — український вчений-машинобудівник.
- Колосов Владислав В'ячеславович (1965—1987) — український пожежник.
- Майборода Володимир Анатолійович (1967—2018) — старший прапорщик Збройних сил України, учасник російсько-української війни.
- Михайлов Борис Дмитрович (1936—2008) — історик, археолог, Заслужений працівник культури України;
- Мінаш Сіма Ісаакович (1877—1945) — інженер та архітектор, винахідник будівельного матеріалу мураліту, що замінює цеглу;
- Некрасов Зот Ілліч (1908—1990) — радянський металург, Академік АН УРСР, народився в родині залізничника;
- Овечко Іван (1920—2002) — український письменник, поет, літературознавець і критик, журналіст;
- Петрушанський Рафаїл Романович (1895—1937), громадський діяч, голова Київської міської ради у 1934—1937 роках;
- Пономаренко Володимир Олександрович (нар.1933) — генерал-майор медичної служби, основоположник авіаційної психології;
- Пушкін Артем Сергійович (* 1983) — український дипломат. Генеральний консул України у місті Шанхай, КНР (з 2020)
- Рибний Владислав Геннадійович (1992—2024) — сержант збройних сил України, учасник російсько-української війни.
- Родос Яків Веніамінович (1909—1968) — радянський актор.
- Садовський Сергій Анатолійович (1976—2019) — молодший сержант Збройних сил України, учасник російсько-української війни[59];
- Столяр Абрам Давидович (1921—2014) — радянський російський та українській історик, археолог, мистецтвознавець;
- Судоплатов Павло Анатолійович (1907—1996) — генерал радянських спецслужб;
- Танатар Йосип Ісаакович (1880—1961) — професор-геолог;
- Хачеріді Євген Григорович (нар.1987) — український футболіст, центральний захисник «Динамо (Київ)» та національної збірної України;
- Хоралов Аркадій Дмитрович (нар.1951) — український співак, учасник гуртів «Червона рута» та «Самоцвіти»;
- Чеберко Євген Ігорович (нар. 1998) — український футболіст;
- Чухрай Григорій Наумович (1921—2001) — кінорежисер, сценарист;
- Шаша Костянтин Григорович — радянський і український оперний співак (тенор), Народний артист України;
- Шевельов Марк Петрович (нар.1940) — український поет, журналіст, член Спілки письменників України.

### Персоналії, пов'язані з містом

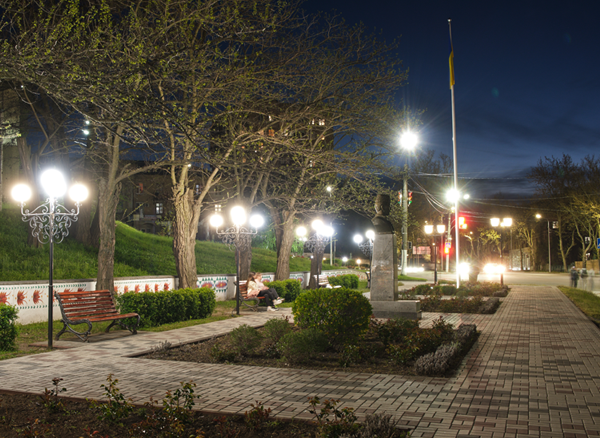
Сквер «Слівен»

- Аніщенко Світлана Володимирівна (нар.1978, Київ) — поет, член Національної спілки письменників України; живе в Мелітополі;
- Антоненко-Давидович Борис Дмитрович (1899, Засулля — 1984, Київ) — український письменник, комендант станції Мелітополь часів УНР;
- Ботушанська Домка Сидорівна (нар.1912, Глибока — пом.1994, Мелітополь) — народна поетеса Буковини, з 1941 р. жила в Мелітополі;
- Буренко Дмитро Сергійович (1989—2016) — старший матрос Збройних сил України, учасник російсько-української війни.
- Георг Гейніш (1901—1946) — ґебітскомісар округу «Мелітополь» в роки німецької окупації;
- Д'яков Михайло Олегович (1968—2014) — український військовий льотчик, пілот 2-го класу, гвардії майор Повітряних Сил Збройних Сил України.
- Корвацький Андрій Васильович (1844—1907) — земський лікар, меценат, жив у Мелітополі з 1879 р.;
- Ловецький Павло Федосійович (1911—1975) — письменник, член Спілки письменників України;
- Найдиш Володимир Михайлович (1940—2007) — український вчений і педагог у галузі нарисної і прикладної геометрії;
- Оратовський Михайло Тимофійович (1905—1966) — учений-селекціонер, автор багатьох сортів фруктових дерев;
- Світлична Світлана Опанасівна (нар.1940) — радянська кіноакторка («Діамантова рука», «Місце зустрічі змінити не можна»).
- Сіянко Климентій Євдокимович (1868—1946) — успішний зоолог-практик, керівник зоосаду в Асканії-Нова;
- Табачник Ян Петрович (нар.1945, Чернівці) — радянський та український акордеоніст. Почесний громадянин Мелітополя.[60]

## Міста-побратими
Згідно з інвестиційним порталом Мелітополя містами-побратими є:
- Брив-ла-Гаярд, Франція
- Сливен, Болгарія
- Борисовський район, Білорусь
- Пуховицький район, Білорусь
- Кедайняй, Литва
- Горі, Грузія
- Гобокен, Сполучені Штати Америки[62]
- Сейняйокі, Фінляндія

## Цікаві факти
- На честь Мелітополя в різні часи було названо чотири кораблі[63].
- Мелітополь згадується у першому українському науково-фантастичному романі М. Капія «Країна блакитних орхідей» (1932 р.)

## Галерея

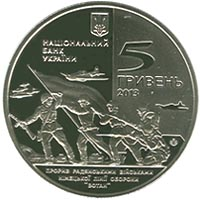
[[Прорив радянськими військами німецької лінії оборони «Вотан» та визволення Мелітополя (монета)|Ювілейна монета НБУ присвячена звільненню Мелітополя від німецьких військ
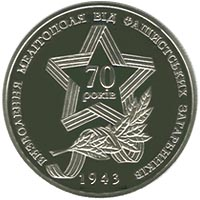
Монета «70 років визволення Мелітополя»
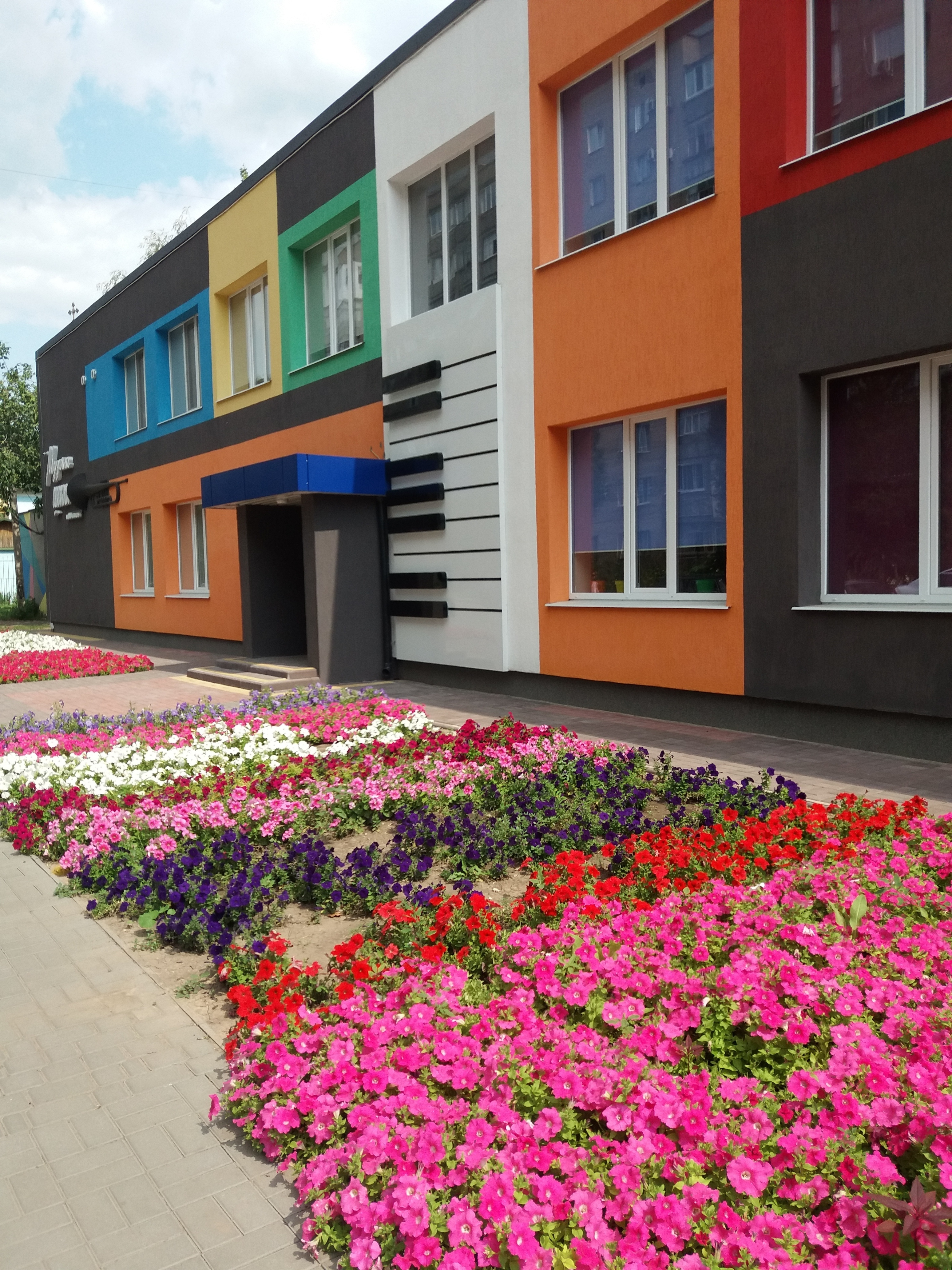
Музична школа в Мелітополі
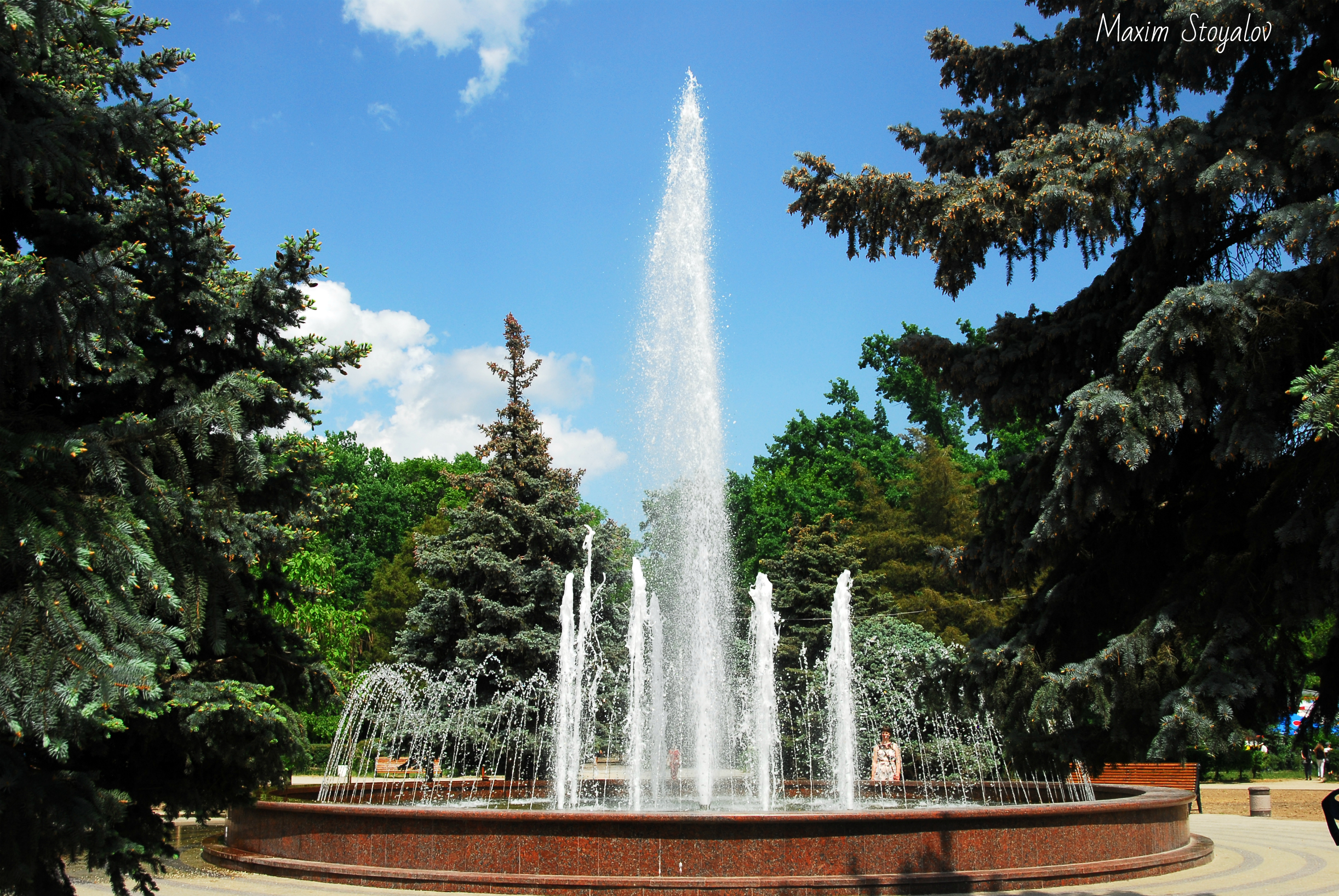
Фонтан в міському парку
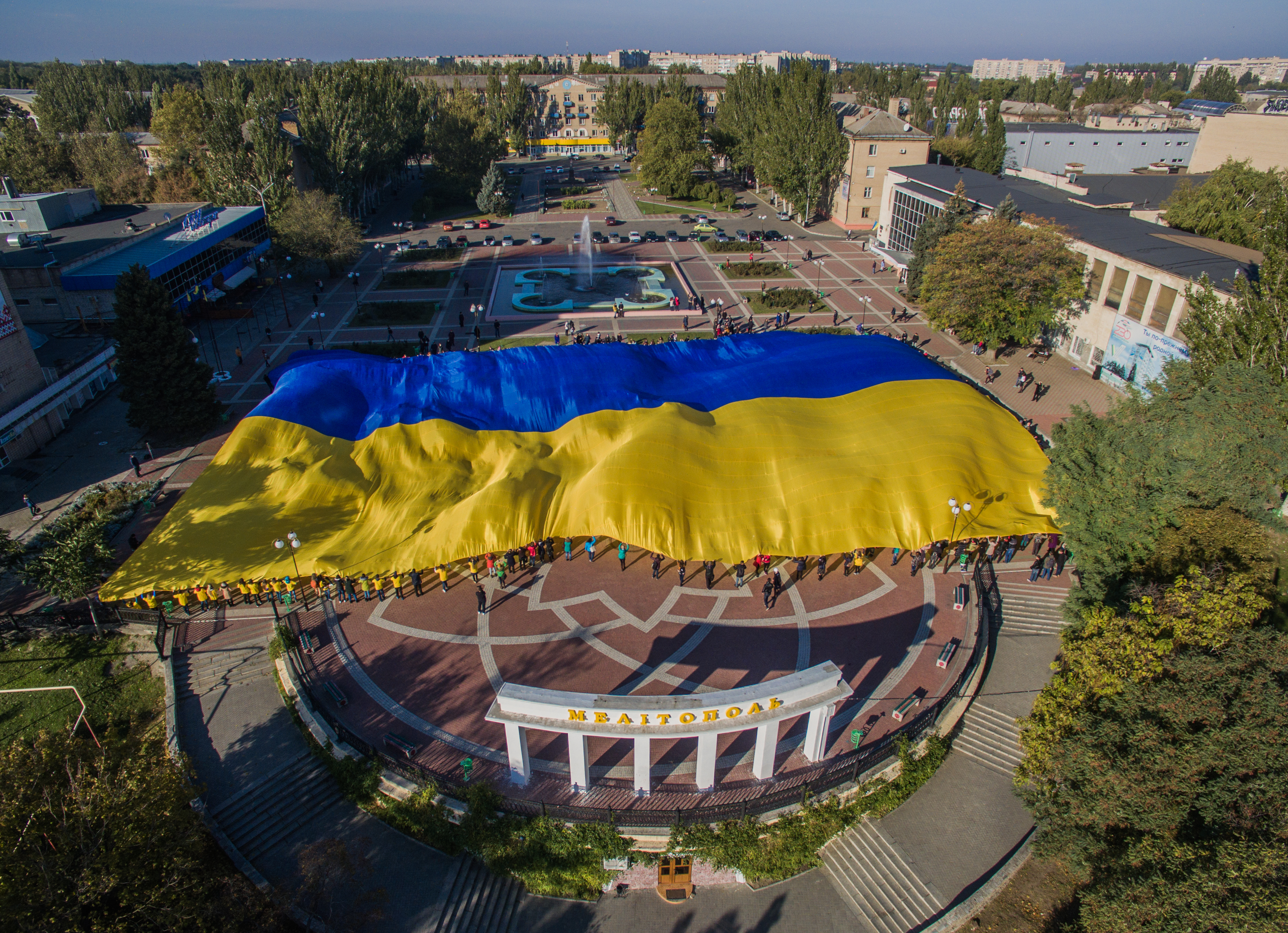
Центральна площа Мелітополя